# しくじり先生 俺みたいになるな!!
『しくじり先生 俺みたいになるな!!』（しくじりせんせい おれみたいになるな）は、テレビ朝日系列で放送されている教養バラエティ番組である。
2014年10月3日未明（2日深夜）から2017年9月24日まで第1期レギュラー放送が行われ、2019年4月2日（1日深夜）から第2期レギュラー放送が開始された。

## 概要
「人生を盛大にしくじった人から『しくじりの回避法』を学ぼう!」を基本理念に、「しくじり先生」が自分と同じ失敗を他人が犯さないように「自分の言動の問題点と教訓」を番組オリジナルの教科書を使い、生徒役ゲストや視聴者に授業という形でエピソードや教訓を披露する番組である。
番組オリジナルの教科書は、事前打ち合わせの話から精巧に作られており、出演する先生によって教科書の厚さが異なっている。先生によってはさまざまな趣向を凝らしている場合もあり、辺見マリの回では、内容が膨大だったので教科書が上巻と下巻の2冊、松本明子の回では、過去に生放送の番組内で叫んだ放送禁止用語が書かれているページをスクラッチの銀のコーティングで隠し、見たい人はコインで削る形式、杉田かおるの回では、杉田の暴君エピソードからビックリマンのシールのキャラクターにアレンジされ、シールの一部は角度によって見えるキャラクターが変わる加工をする、ドン小西の回では、小西がデザインした表紙の教科書を使うなど、さまざまな工夫がされている。また、教科書の表紙に「D1」など、アルファベットと数字が書かれている。基本的に先生の指示なく、生徒が勝手にページを先にめくる行為は禁止されている。
過去の偉人や海外の著名人、企業や商品の「しくじり」を紹介する企画もあり、開始当初は中田敦彦（オリエンタルラジオ）、第2期レギュラー以降はカズレーザー（メイプル超合金）やお笑いタレントが講師として登場する。同じ手法で、過去の文学をわかりやすく解説する企画も放送されている。また、第2期レギュラー放送開始以降は若手芸人をゲストに迎えてシミュレーションやお悩み相談などを行う企画「お笑い研究部」も不定期に放送されている。

### 番組開始〜第1期レギュラー放送時代
2013年11月15日、2014年3月14日、2014年8月17日にパイロット特番を放送。第3弾では｢夏休み課外授業SP｣と題して生徒たちが日本各地のしくじり先生に会いに行き、その内容を教室で発表。担任・織田信成が人形を使い5段階で評価する仕組みとなっていた。また、番組説明役として「しく・じりお」が登場する。
2014年10月3日に金曜0:15 - 0:45（木曜深夜）でレギュラー放送開始。2015年2月15日に『日曜エンターテインメント』枠で初のゴールデン放送を経て、2015年4月20日から放送枠を月曜20:00 - 20:54に移動。レギュラー開始からわずか半年でゴールデンタイム昇格を果たした。ゴールデン進出初回は19:00から3時間SPを放送。それまで月曜20時枠だった『クイズプレゼンバラエティー Qさま!!』は月曜21:00 - 21:54に繰り下げとなった。また、移動と同時にプレ番組『しくじり先生 予習の時間』が開始した（後述）。
月曜移動後は、単独の2 - 3時間SPとするか、19時の『お坊さんバラエティ ぶっちゃけ寺』や21時の『Qさま!!』との合体版となることがほとんどであり、他の特番編成との絡みもあって、休止週も多かった。月曜ゴールデン時代に単独1時間で放送された回は2015年5月11日と2016年2月22日の2回のみ。また、19時台がローカルセールスのため、一部地域では19時開始の3時間SPが短縮になるという実例が頻発した。その場合、未放送部分（自主制作番組の放送時間帯）の振替放送は基本的に行われなかった。
2016年からは毎年1月2日に、過去放送された中から何本かを集めて再放送する番組を7:00 - 13:00（11:45 - 12:00は『ANNニュース』で中断）枠で放送、裏番組の日本テレビ『新春スポーツスペシャル箱根駅伝』（『東京箱根間往復大学駅伝競走』の実況中継）中継に対抗して、『しくじり駅伝』というタイトルで放送している。
2017年4月24日から『中居正広のミになる図書館』が火曜ネオバラエティ枠から本枠に移動するため、本番組は同月16日より日曜21:58 - 23:05に枠移動・拡大となった。なお、ミニ事前枠『しくじり先生 予習の時間』については同月16日より日曜21:54 - 21:58に枠移動・縮小し、枠移動後から6月4日放送分をもって終了するまでは『予習の時間』・番組本体共々、基本的には連続2番組セットで毎週放送されるようになった。
2017年9月24日をもってレギュラー放送を一旦終了し、金曜未明（木曜深夜）枠でのレギュラー放送開始から3年で"休講"となった。テレビ朝日側によると「レギュラー番組としては一旦終了する」とのことで、今後は特別番組として放送するとのことだった。
また、レギュラー放送の一時終了後の2018年1月2日には、『天才キッズ全員集合〜君ならデキる!!〜』と『陸海空 地球征服するなんて』の合体傑作選が7:00 - 13:00に編成されるため、正月特番『しくじり駅伝』は2回で終了した。

### 第1期レギュラー放送終了〜不定期特番時代
レギュラー放送最終回直前、2017年9月17日放送分の終活の授業にて、講師の中田敦彦は「『しくじり先生』もいずれは何らかの形で生まれ変わる」ことを示唆していた。後継番組が計画中かどうかは一切明かされぬまま番組は終了を迎えたが、同じスタッフによる番組「俺の持論」が同年10月から翌年3月まで放送された。「しくじり先生」が失敗に焦点を当てながら主に人生論を扱う番組だったのに対し、「俺の持論」は人生論も含めた持論を広く扱うような内容に変化している。後継とは明言されていないものの、パイロット版から伊集院光、中田敦彦、澤部佑といった「しくじり先生」の生徒役や準レギュラーが登場し、中田が当番組時代から使用していた「私が来ました」という登場のあいさつを引き続き使用するなど、実質の後継であることを匂わせるような番組となっていた。
なお、本番組自体はレギュラー終了後も単発特番として引き続き放送された。最初は2018年1月28日（日曜日）18:57 - 20:54の枠、2回目は10月20日（土曜日）23:15 - 10月21日（日曜日）0:05の枠（土曜日の放送は初）、3回目は12月14日（金曜日）20:00 - 21:48の枠で放送された。
2018年5月より、インターネットテレビ局「AbemaTV」のAbemaGOLDチャンネルにて日曜20:00 - 月曜0:00に「バラエティーステーションpresented by テレ朝」（バラステ）枠が新設されると公表した際、今後のラインナップとして本番組のディレクターズカット版の配信が発表された。

### 第2期レギュラー放送開始
2019年4月2日から火曜日（月曜深夜）0:20 - 0:50に1年半ぶりにレギュラー放送を再開。ただし、全編ローカルセールス枠のため、木曜深夜時代のようにネット局により放送日時が異なったり、非ネットとする局もある。また、本シリーズ以降は「AbemaTV」と連動し、「Abemaビデオ」にて、テレビ朝日での放送終了後に未公開シーンや「お笑い研究部」等をインターネット配信する。AbemaTV版は1時間で配信されている一方、地上波版は30分に編集されて放送されている。
この他、レギュラー放送が復活したことで、2020年1月3日には3年ぶりの正月総集編『しくじり先生 俺みたいになるな!!傑作編』が、以前と同じく「箱根駅伝」真裏の6:55 - 13:00（11:45 - 12:00は『ANNニュース』のため中断）で放送された。同年1月11日（土曜日）23:15 - 0:05の枠で50分の特別版が放送された（第2期レギュラー放送開始後初となるネットワークセールス枠で放送）。同年3月27日（金曜日）にも23:15 - 翌0:15で60分の特別版が放送された。なお、2019年9月以降は、最終週の放送が休止になるケースが増え、2020年10月以降は、原則として最終週の放送は休止となる。
2020年10月11日・2021年3月14日には、スピンオフ特番『エポック先生』が放送された。エポック学園はしくじり学園とは姉妹校に当たり、成功するための教訓を学ぶ授業が行われた。
2021年10月30日より毎月第4金曜放送の『ネオバズ』枠に移動したが、2023年9月に『ネオバズ』の枠名が消滅。翌10月以降は枠名なしで継続。

## 放送時間の変遷
| 放送期間 | 放送期間 | 放送曜日             | 放送時間（JST）       |
| -------- | -------- | -------------------- | --------------------- |
| 2014-10  | 2015-03  | 金曜日（木曜日深夜） | 00:15 - 0:45（30分）  |
| 2015-04  | 2017-03  | 月曜日               | 20:00 - 20:54（54分） |
| 2017-04  | 2017-09  | 日曜日               | 21:58 - 23:05（67分） |
| 2019-04  | 2019-09  | 火曜日（月曜日深夜） | 00:20 - 0:50（30分）  |
| 2019-10  | 2021-09  | 火曜日（月曜日深夜） | 00:15 - 0:45（30分）  |
| 2021-10  |          | 土曜日（金曜日深夜） | 00:50 - 1:20（30分）  |

レギュラー中断中の特番
| 放送期間   | 放送曜日 | 放送時間（JST）        |
| ---------- | -------- | ---------------------- |
| 2018-01-28 | 日曜日   | 18:57 - 20:54（117分） |
| 2018-10-20 | 土曜日   | 23:15 - 翌0:05（50分） |
| 2018-12-14 | 金曜日   | 20:00 - 21:48（108分） |

## 受賞
- ギャラクシー賞2014年10月度月間賞（2014年）
- ギャラクシー賞2020年10月度月間賞（2020年）[11]
- 第41回放送文化基金賞(2015年）[12]
  - テレビエンターテインメント番組部門・最優秀賞
  - 構成作家賞 - 樅野太紀

## 出演者

### レギュラー
- 若林正恭（オードリー）- 担任[注 11]
- 吉村崇（平成ノブシコブシ） - 生徒
- 澤部佑（ハライチ） - 生徒[注 12]

### 準レギュラー
- 高山一実 - 生徒[注 13][13]。
- 横山由依 - 生徒[注 14][14]。
- アルコ&ピース（AbemaTV版のみ） - しくじり学園お笑い研究部顧問。

### ナレーション
- 松元真一郎（番組公式キャラクター「しくじりお」の声も担当）
  - 日曜プライムタイム時代は、裏番組の『Mr.サンデー』（フジテレビ系列）のナレーション担当のため、一時的に降板。

### 過去の出演者
- 中田敦彦（オリエンタルラジオ） - 「しくじり偉人伝」「中田歴史塾」担当先生[注 15]。生徒からは「非常勤講師」とも呼ばれている[注 16]。第2期レギュラー放送開始後は登場せず、中田自身もシンガポールに移住したため事実上の降板となった。
- 服部潤（シク・ジラン）、沢城みゆき（カナタ・レキシーナ） - 日曜プライムタイム時代のナレーション担当。2020年7月12日放送の特番はナレーションを沢城が担当。

## 放送リスト
単発特番 / レギュラー放送（金曜未明時代） / レギュラー放送（月曜ゴールデンタイム時代） / レギュラー放送（日曜プライムタイム時代） / レギュラー放送終了後の単発特番 / レギュラー放送（火曜未明時代） / レギュラー放送（金曜ネオバズ時代）

### 単発特番
| 単発特番 | 単発特番       | 単発特番       | 単発特番                 | 単発特番 |
| #        | 放送日         | 放送時間       | 先生・内容               | 詳細 |
| -------- | -------------- | -------------- | ------------------------ | --- |
| 1        | 2013年11月15日 | 0:20 - 1:15    | パンクブーブー           | M-1グランプリ、THE MANZAIと漫才タイトル2冠に輝いたパンクブーブー先生。 彼らが犯したしくじりとは？2冠王がガチで語るしくじらないための授業。 |
| 1        | 2013年11月15日 | 0:20 - 1:15    | 大林素子                 | 46歳、独身女。夢を追い続け、実現し続けてきた大林先生が犯したしくじりとは?                                                                  |
| 1        | 2013年11月15日 | 0:20 - 1:15    | 池谷幸雄                 | 友人から3億円騙し取られた男 池谷先生が語る詐欺師の特徴。 他人に騙されない?しくじり回避法を伝授。                                           |
| 1        | 2013年11月15日 | 0:20 - 1:15    | 藤井リナ                 | ネットやワイドショーをすぐ騒がせちゃう藤井先生が、世間を騒がせない方法を授業する。                                                         |
| 2        | 2014年3月14日  | 23:15 - 翌0:15 | 織田信成                 | 数々の世界大会でしくじり続けてきた織田先生。 彼が何故ここまでしくじってしまうのか？大舞台でしくじらない為の極意を伝授。                    |
| 2        | 2014年3月14日  | 23:15 - 翌0:15 | 遠野なぎこ               | 世間から美人と思われてるが結婚したいとは思われない遠野先生が 結婚についてどう思ってるかを率直に教える。                                    |
| 2        | 2014年3月14日  | 23:15 - 翌0:15 | 麒麟                     | ホームレス中学生で得た2億の印税をたった8ヶ月で遣い切ってしまった田村先生。 お金を効率よく遣う為のポイントをしくじる前に覚えよう。          |
| 3        | 2014年8月17日  | 13:55 - 15:20  | 星田晴久                 | 那須にある温泉、喜楽旅館のご主人。 やる気がなさすぎて旅館経営をしくじった星田先生からしくじらない為の方法を学ぶ。                          |
| 3        | 2014年8月17日  | 13:55 - 15:20  | 大山眞人                 | 詐欺問題のプロなのに詐欺師に騙されてしまった大山先生から詐欺されない方法を学ぶ。                                                           |
| 3        | 2014年8月17日  | 13:55 - 15:20  | 平間和弘                 | 離婚をすること10回。平間先生から結婚で失敗しない方法を学ぶ。                                                                               |
| 3        | 2014年8月17日  | 13:55 - 15:20  | ｢しくじり物件総選挙｣     | 世の中にある様々なしくじり物件をご紹介。                                                                                                   |
| 3        | 2014年8月17日  | 13:55 - 15:20  | ｢しくじり脱出のお手伝い｣ | 結婚後、40kgも太ってしまった妻の健康を気遣う夫の為に吉村がしくじり脱出をお手伝い。                                                         |

### レギュラー放送（金曜未明時代）
| 2014年 | 2014年   | 2014年                            | 2014年                                         | 2014年                            |
| #      | 放送日   | 先生                              | 内容                                           | 備考                              |
| ------ | -------- | --------------------------------- | ---------------------------------------------- | --------------------------------- |
| 1      | 10月3日  | オリエンタルラジオ                | 天狗になりすぎちゃった先生                     | 2015年1月3日1:10 - 2:10に再放送   |
| 2      | 10月10日 | オリエンタルラジオ                | 天狗になりすぎちゃった先生                     | 0:30から放送                      |
| 3      | 10月17日 | ダレノガレ明美                    | 彼氏に23回も浮気されちゃった先生               | 0:30から放送                      |
| 4      | 10月24日 | 獣神サンダー・ライガー            | 後輩から人望ゼロ先生                           |                                   |
| 5      | 10月31日 | 藤崎マーケット                    | ラララライ体操のイメージ強すぎ先生             |                                   |
| 6      | 11月7日  | 藤崎奈々子                        | 彼女から妻になれない先生                       |                                   |
| 7      | 11月14日 | ジャルジャル                      | とがってると思われちゃってる先生               |                                   |
| 8      | 11月21日 | 元木大介                          | 王道から外れちゃった先生                       |                                   |
| 9      | 11月28日 | 渡辺直美                          | お金が全く貯まらない先生                       |                                   |
| 10     | 12月5日  | 課外授業                          | 課外授業                                       |                                   |
| SP     | 12月6日  | いとうあさこ 素人先生             | 女の大失敗スペシャル                           | 関東ローカルで16:25 - 17:25に放送 |
| 11     | 12月12日 | 鈴木拓                            | すぐにSNSで炎上しちゃう先生                    |                                   |
| 12     | 12月19日 | しくじりアーカイブス アスリート編 | 特番時代に放送した織田信成編、池谷幸雄編を放送 | 0:45に放送                        |

| 13 | 1月9日  | 杉村太蔵                                                     | 失言でしくじってしまった先生                         | 0:30に放送                            |
| 14 | 1月16日 | 西川史子                                                     | 離婚のショックで前に進めなくなってしまった先生       |                                       |
| 15 | 1月23日 | さとう珠緒                                                   | ブリっ子で女性から嫌われてしまった先生               |                                       |
| 16 | 1月30日 | 立川俊之                                                     | 何が大事かわからなくなってしまった先生               |                                       |
| 17 | 2月6日  | おかもとまり                                                 | 芸人なのにセクシー路線にいっちゃた先生               |                                       |
| 18 | 2月13日 | パンクブーブー                                               | 特番時代の授業を復習                                 |                                       |
| SP | 2月14日 | いとうあさこ 藤崎奈々子 大林素子                             | ゴールデン前日!復習SP「結婚したい女スペシャル」      | 関東など一部地域で16:00 - 17:25に放送 |
| SP | 2月15日 | 浅田舞                                                       | 妹が天才でグレちゃった先生                           | 日曜エンターテインメント枠で放送      |
| SP | 2月15日 | 尾木直樹                                                     | 教育評論家なのに娘が問題行動ばかり起こしちゃった先生 | 日曜エンターテインメント枠で放送      |
| SP | 2月15日 | 石田純一                                                     | 女性スキャンダルでどん底を見た先生                   | 日曜エンターテインメント枠で放送      |
| 19 | 2月20日 | （ゴールデンSP未公開集）                                     | （ゴールデンSP未公開集）                             | （ゴールデンSP未公開集）              |
| 20 | 2月27日 | ダイアモンド✡ユカイ                                          | 大事な選択をノリで決めて1人ぼっちになっちゃった先生  |                                       |
| 21 | 3月6日  | フルーツポンチ                                               | コンビ仲が悪くなった先生                             | 0:30に放送                            |
| 22 | 3月13日 | 大林素子 佐藤仁美 武田修宏 遠野なぎこ 元木大介               | 王道から外れちゃった先生の職員会議                   |                                       |
| 23 | 3月20日 | パンクブーブー かもめんたる やまもとまさみ タイムマシーン3号 | 賞レースで優勝したのに売れない先生の職員会議         |                                       |
| 24 | 3月27日 | 中田敦彦                                                     | ゴールデンへ向かうしくじり先生にエールを送る授業     |                                       |

### レギュラー放送（月曜ゴールデンタイム時代）
| 2015年 | 2015年   | 2015年         | 2015年                                                         | 2015年                                                                                       | 2015年 |
| ------ | -------- | -------------- | -------------------------------------------------------------- | -------------------------------------------------------------------------------------------- | ------ |
| #      | 放送日   | 先生           | 内容                                                           | 備考                                                                                         |        |
| 1      | 4月20日  | 堀江貴文       | 世の中舐めすぎて逮捕されちゃった先生                           | 3時間SP （19:00 - 21:48）                                                                    |        |
| 1      | 4月20日  | DaiGo          | メンタリストなのにメンタルがボロボロになっちゃった先生         | 3時間SP （19:00 - 21:48）                                                                    |        |
| 1      | 4月20日  | みちよ         | モーニング娘。に全部持ってかれちゃった先生                     | 3時間SP （19:00 - 21:48）                                                                    |        |
| 1      | 4月20日  | 前園真聖       | 絶頂から転落しちゃった先生                                     | 3時間SP （19:00 - 21:48）                                                                    |        |
| 2      | 4月27日  | カンニング竹山 | 安易な借金で色んな人に迷惑かけちゃった先生                     | 「ぶっちゃけ寺」「しくじり先生」「Qさま!!」 月曜3番組合体スペシャル・第2部 （20:00 - 20:52） |        |
| 3      | 5月11日  | 小倉優子       | こりん星キャラに押しつぶされちゃった先生                       |                                                                                              |        |
| 3      | 5月11日  | 鈴木宗男       | 仕事を優先して家族との時間が持てず、子供に怖がられちゃった先生 |                                                                                              |        |
| 4      | 5月25日  | 新垣隆         | ゴーストライターを断れずいろんな人に迷惑をかけちゃった先生     | 2時間SP （19:00 - 20:54）                                                                    |        |
| 4      | 5月25日  | 保田圭         | 身の丈の合わないグループに入っちゃった先生                     | 2時間SP （19:00 - 20:54）                                                                    |        |
| 特別編 | 6月26日  | 中田敦彦       | 『しくじり偉人伝』マラドーナ編                                 | 23:15 - 翌0:15                                                                               |        |
| 5      | 6月29日  | 紫吹淳         | 46歳になっても一人では何もできない先生                         | 3時間SP （19:00 - 21:48）                                                                    |        |
| 5      | 6月29日  | Mr.マリック    | 本当のことを言えず、詐欺師呼ばわりされちゃった先生             | 3時間SP （19:00 - 21:48）                                                                    |        |
| 5      | 6月29日  | ヒロシ         | 極度の人見知りなのに芸能界に入ってしまった先生                 | 3時間SP （19:00 - 21:48）                                                                    |        |
| 5      | 6月29日  | 中田敦彦       | 『しくじり偉人伝』エジソン編                                   | 3時間SP （19:00 - 21:48）                                                                    |        |
| 特別編 | 7月15日  | 前田由紀       | 自由という言葉に酔いしれちゃった先生                           | 夏祭り直前!しくじり先生でサマステ熱血応援SP （23:45 - 翌0:45）                               |        |
| 特別編 | 7月15日  | 平野レミ       | 料理愛好家なのに料理の見た目が残念な先生                       | 夏祭り直前!しくじり先生でサマステ熱血応援SP （23:45 - 翌0:45）                               |        |
| 6      | 7月20日  | ヒロミ         | 10年間TVから姿を消しちゃった先生                               | しくじり先生 俺みたいになるな!!&Qさま!! 合体3時間SP・第1部 （19:00 - 20:52）                 |        |
| 6      | 7月20日  | 森脇和成       | 根気がなくて芸人を辞めちゃった先生                             | しくじり先生 俺みたいになるな!!&Qさま!! 合体3時間SP・第1部 （19:00 - 20:52）                 |        |
| 7      | 8月3日   | 丸山茂樹       | 暴言で罰金取られちゃった先生                                   | 2時間SP （19:00 - 20:54）                                                                    |        |
| 7      | 8月3日   | 紀里谷和明     | 思ったことを言いすぎて日本映画界から嫌われちゃった先生         | 2時間SP （19:00 - 20:54）                                                                    |        |
| 特別編 | 8月12日  | 遼河はるひ     | 『キャラクターX〜しくじりからの生還〜』岡本信人編              | 2週連続!!夏休み特別授業スペシャル （23:45 - 翌0:45）                                         |        |
| 特別編 | 8月12日  | 藤崎マーケット | ラララライ体操のイメージ強すぎ先生                             | 2週連続!!夏休み特別授業スペシャル （23:45 - 翌0:45）                                         |        |
| 8      | 8月17日  | なべやかん     | 替え玉受験で将来真っ暗になっちゃった先生                       | 3時間SP （19:00 - 21:48）                                                                    |        |
| 8      | 8月17日  | IVAN           | パリコレモデルからホームレスになっちゃった先生                 | 3時間SP （19:00 - 21:48）                                                                    |        |
| 8      | 8月17日  | 中田敦彦       | 『しくじり偉人伝』アインシュタイン編                           | 3時間SP （19:00 - 21:48）                                                                    |        |
| 特別編 | 8月19日  | ざわちん       | スッピンを見せたら「なんじゃこりゃ!」と言われちゃった先生      | 2週連続!!夏休み特別授業スペシャル （23:45 - 翌0:45）                                         |        |
| 特別編 | 8月19日  | 杉村太蔵       | 失言でしくじってしまった先生                                   | 2週連続!!夏休み特別授業スペシャル （23:45 - 翌0:45）                                         |        |
| 特別編 | 8月19日  | 平野レミ       | 料理愛好家なのに料理の見た目が残念な先生                       | 2週連続!!夏休み特別授業スペシャル （23:45 - 翌0:45）                                         |        |
| 9      | 9月14日  | 元木大介       | ラーメン店を立て続けに潰しちゃった先生                         | 3時間SP （19:00 - 21:48）                                                                    |        |
| 9      | 9月14日  | 辺見マリ       | 洗脳されて5億円を失っちゃった先生                              | 3時間SP （19:00 - 21:48）                                                                    |        |
| 10     | 10月12日 | 堀江貴文       | まだ世の中を舐めくさっている疑いのある先生                     | 3時間SP （19:00 - 21:48）                                                                    |        |
| 10     | 10月12日 | 新山千春       | 主婦層に嫌われちゃった先生                                     | 3時間SP （19:00 - 21:48）                                                                    |        |
| 10     | 10月12日 | 武蔵           | 逃げ腰のファイトスタイルで批判されちゃった先生                 | 3時間SP （19:00 - 21:48）                                                                    |        |
| 11     | 11月2日  | 内山信二       | 人生のピークが早過ぎちゃった先生                               | 3時間SP （19:00 - 21:48）                                                                    |        |
| 11     | 11月2日  | 内村周子       | 子離れ出来ずに息子に嫌われちゃった先生                         | 3時間SP （19:00 - 21:48）                                                                    |        |
| 11     | 11月2日  | G.G.佐藤       | 日本代表なのに簡単なフライ落としちゃった先生                   | 3時間SP （19:00 - 21:48）                                                                    |        |
| 12     | 11月30日 | 波田陽区       | イタすぎて1人ぼっちになっちゃった先生                          | 3時間SP （19:00 - 21:48）                                                                    |        |
| 12     | 11月30日 | 鶴久政治       | 楽なポジションにいたら、空気みたいな存在になっちゃった先生     | 3時間SP （19:00 - 21:48）                                                                    |        |
| 12     | 11月30日 | 中田敦彦       | 『しくじり偉人伝』マイク・タイソン編                           | 3時間SP （19:00 - 21:48）                                                                    |        |
| 13     | 12月21日 | -              | しくじりアワード2015                                           | 3時間SP （19:00 - 21:48）                                                                    |        |

| 特別編 | 1月1日   | 内山信二             | 『しくじり進路指導室』山上兄弟編                                            | 2016しくじり初め元日スペシャル （23:40 - 翌0:40）                   |
| 特別編 | 1月1日   | 森永卓郎             | 経済アナリストなのに経営に失敗しちゃった先生                                | 2016しくじり初め元日スペシャル （23:40 - 翌0:40）                   |
| 特別編 | 1月1日   | Mr.マリック 矢口真里 | 祝2016 しくじりイリュージョン                                               | 2016しくじり初め元日スペシャル （23:40 - 翌0:40）                   |
| 特別編 | 1月2日   | Mr.マリック          | 本当のことを言えず、詐欺師呼ばわりされちゃった先生（2015.6.29）             | 怒濤の6時間! しくじり駅伝SP （7:00 - 11:45・12:00 - 13:00）         |
| 特別編 | 1月2日   | 杉村太蔵             | 失言でしくじってしまった先生（2015.1.9）                                    | 怒濤の6時間! しくじり駅伝SP （7:00 - 11:45・12:00 - 13:00）         |
| 特別編 | 1月2日   | おかもとまり         | 芸人なのにセクシー路線にいっちゃた先生（2015.2.6）                          | 怒濤の6時間! しくじり駅伝SP （7:00 - 11:45・12:00 - 13:00）         |
| 特別編 | 1月2日   | 内山信二             | 人生のピークが早過ぎちゃった先生（2015.11.2）                               | 怒濤の6時間! しくじり駅伝SP （7:00 - 11:45・12:00 - 13:00）         |
| 特別編 | 1月2日   | 辺見マリ             | 洗脳されて5億円を失っちゃった先生（2015.9.14）                              | 怒濤の6時間! しくじり駅伝SP （7:00 - 11:45・12:00 - 13:00）         |
| 14     | 1月11日  | 間寛平               | すぐにハンコを押して保証人になっちゃった先生                                | 3時間SP （19:00 - 21:48）                                           |
| 14     | 1月11日  | 木根尚登             | ギターが弾けないのに弾けるフリをしちゃった先生                              | 3時間SP （19:00 - 21:48）                                           |
| 15     | 1月25日  | 松本明子             | 自己中で大問題ばかり起こしちゃった先生                                      | 3時間SP （19:00 - 21:48）                                           |
| 15     | 1月25日  | 見栄晴               | 無気力のまま もうすぐ50歳になっちゃう先生                                   | 3時間SP （19:00 - 21:48）                                           |
| 16     | 2月8日   | 貴闘力               | ギャンブル依存症になっちゃった先生                                          | 2時間SP （20:00 - 21:54）                                           |
| 16     | 2月8日   | 吉村明宏             | アッコにおまかせしすぎちゃった先生                                          | 2時間SP （20:00 - 21:54）                                           |
| 17     | 2月22日  | 小林麻耶             | 八方美人で嫌われちゃった先生                                                |                                                                     |
| 18     | 3月14日  | 亀田大毅             | 調子に乗って国民から嫌われちゃった先生                                      | 3時間SP （19:00 - 21:48）                                           |
| 18     | 3月14日  | 河口恭吾             | 安易に桜ソングに手を出しちゃった先生                                        | 3時間SP （19:00 - 21:48）                                           |
| 19     | 4月4日   | 松村邦洋             | 自分に甘く東京マラソンで心肺が停止しちゃった先生                            | 2時間SP （20:58 - 23:15）                                           |
| 19     | 4月4日   | はんにゃ             | 大学生レベルなのに芸人になっちゃった先生                                    | 2時間SP （20:58 - 23:15）                                           |
| 20     | 5月2日   | 米村でんじろう       | 学校が嫌いなのに教師になって生徒に迷惑をかけちゃった先生                    | 3時間SP （19:00 - 21:48）                                           |
| 20     | 5月2日   | おさる               | 話題作りのために名前を変え過ぎて路頭に迷っちゃった先生                      | 3時間SP （19:00 - 21:48）                                           |
| 20     | 5月2日   | 中田敦彦             | 『しくじり偉人伝』カール・マルクス編                                        | 3時間SP （19:00 - 21:48）                                           |
| 21     | 5月16日  | 東国原英夫           | 気の緩みで数々のしくじりを犯しちゃった先生                                  | 3時間SP （19:00 - 21:48）                                           |
| 21     | 5月16日  | キンタロー。         | デリカシーの無いモノマネで殺害予告されちゃった先生                          | 3時間SP （19:00 - 21:48）                                           |
| 22     | 6月6日   | 野村宏伸             | 一度の成功で自分は人生の勝ち組だと勘違いしちゃった先生                      | 3時間SP （19:00 - 21:48）                                           |
| 22     | 6月6日   | かつみ♥さゆり        | おバカすぎて借金返済に追われ続ける夫婦先生                                  | 3時間SP （19:00 - 21:48）                                           |
| 23     | 6月27日  | 神田うの             | 老若男女まんべんなく嫌われちゃったKY先生                                    | 3時間SP （19:00 - 21:48）                                           |
| 23     | 6月27日  | MAX                  | MAX仲良かったのに絶縁しちゃった先生                                         | 3時間SP （19:00 - 21:48）                                           |
| 23     | 6月27日  | 内山信二             | 『特別緊急授業』史上最も暑い夏を乗り越えるための授業                        | 3時間SP （19:00 - 21:48）                                           |
| 24     | 7月18日  | 島田洋七             | 佐賀のがばいしくじり先生                                                    | 3時間SP （19:00 - 21:48）                                           |
| 24     | 7月18日  | 清水宏保             | 都会に憧れすぎて、スケートだけじゃなく私生活も滑り倒しちゃった先生          | 3時間SP （19:00 - 21:48）                                           |
| 25     | 8月8日   | 長江健次             | 欽ちゃんにドンと突き放されちゃった先生                                      | 3時間SP （19:00 - 21:48）                                           |
| 25     | 8月8日   | 山咲トオル           | 自意識過剰なめんどくさい奴で仕事がなくなっちゃった先生                      | 3時間SP （19:00 - 21:48）                                           |
| 25     | 8月8日   | IMALU                | 親 の七光りを1年で使っちゃった先生                                          | 3時間SP （19:00 - 21:48）                                           |
| 26     | 8月29日  | 天津木村             | 安易に下ネタに手を出して将来真っ暗になっちゃった先生                        | 3時間SP （19:00 - 21:48）                                           |
| 26     | 8月29日  | 中田敦彦             | 『しくじり偉人伝』パブロ・ピカソ編                                          | 3時間SP （19:00 - 21:48）                                           |
| 26     | 8月29日  | 若林正恭             | 『しくじり課外授業』のむらしんぼ編                                          | 3時間SP （19:00 - 21:48）                                           |
| 特別編 | 9月11日  | 中田敦彦             | アドルフ・ヒトラーの歴史から学ぶ 二度と独裁者に戦争を起こさせないための授業 | しくじり先生presents 中田歴史塾 （20:58 - 23:10、『日曜エンタ』枠） |
| 特別編 | 9月11日  | 中田敦彦             | インド史から学ぶ 日本人が世界のトップに立つ為の授業                         | しくじり先生presents 中田歴史塾 （20:58 - 23:10、『日曜エンタ』枠） |
| 特別編 | 9月23日  | さらば青春の光       | 事務所を勝手に辞めて業界から“さらば”しかけてる先生                          | 23:15 - 翌0:15                                                      |
| 27     | 9月26日  | 水道橋博士           | 固定観念に縛られて不祥事連発しちゃった先生                                  | 3時間SP （19:00 - 21:48）                                           |
| 27     | 9月26日  | 南原竜樹             | マネーの虎でイキがっていたのに、ホームレスになった社長                      | 3時間SP （19:00 - 21:48）                                           |
| 27     | 9月26日  | 徳光正行             | 親のすねをかじりすぎて妻に愛想をつかされちゃった先生                        | 3時間SP （19:00 - 21:48）                                           |
| 28     | 10月10日 | 杉田かおる           | 周囲の意見を聞かずにトラブル連発の暴君先生                                  | 3時間SP （19:00 - 21:48）                                           |
| 28     | 10月10日 | 野沢直子             | 天才を目の当たりにして海外に飛んじゃった先生                                | 3時間SP （19:00 - 21:48）                                           |
| 29     | 10月31日 | 高橋ジョージ         | 恐怖のローゴが始まっちゃった先生                                            | 3時間SP （19:00 - 21:48）                                           |
| 29     | 10月31日 | ムーディ勝山         | 見下していた相方に立場を大逆転されちゃった先生                              | 3時間SP （19:00 - 21:48）                                           |
| 29     | 10月31日 | クレイ勇輝           | 行き過ぎたポジティブ思考で借金2億円を背負ってしまった社長                   | 3時間SP （19:00 - 21:48）                                           |
| 30     | 11月28日 | ブル中野             | 現役を引退して人生に絶望しちゃった先生                                      | 3時間SP （19:00 - 21:48）                                           |
| 30     | 11月28日 | 熊切あさ美           | 重い女すぎて幸せを逃しちゃった先生                                          | 3時間SP （19:00 - 21:48）                                           |
| 30     | 11月28日 | 中田敦彦             | 「今だから読み返したい本シリーズ」『星の王子さま』                          | 3時間SP （19:00 - 21:48）                                           |
| 31     | 12月12日 | 華子                 | 親の顔に泥を塗っちゃった先生                                                | 3時間SP （19:00 - 21:48）                                           |
| 31     | 12月12日 | 毬谷友子             | 信じていた人に騙されて人間不信になっちゃった先生                            | 3時間SP （19:00 - 21:48）                                           |
| 31     | 12月12日 | 成田童夢             | 自分のことしか考えず無責任な行動で日本中から嫌われちゃった先生              | 3時間SP （19:00 - 21:48）                                           |

| 特別編 | 1月2日  | 米村でんじろう | 学校が嫌いなのに教師になって生徒に迷惑をかけちゃった先生（2016.5.2）                  | しくじり駅伝2017 （7:00 - 11:45・12:00 - 13:00）    |
| 特別編 | 1月2日  | IMALU          | 親の七光りを1年で使っちゃった先生（2016.8.8）                                         | しくじり駅伝2017 （7:00 - 11:45・12:00 - 13:00）    |
| 特別編 | 1月2日  | かつみ♥さゆり  | おバカすぎて借金返済に追われ続ける夫婦先生（2016.6.6）                                | しくじり駅伝2017 （7:00 - 11:45・12:00 - 13:00）    |
| 特別編 | 1月2日  | 東国原英夫     | 気の緩みで数々のしくじりを犯しちゃった先生（2016.5.16）                               | しくじり駅伝2017 （7:00 - 11:45・12:00 - 13:00）    |
| 32     | 1月23日 | ドン小西       | 自分が絶対に正しい!という考えで大借金を抱えちゃった先生                               | 3時間SP （19:00 - 21:48）                           |
| 32     | 1月23日 | 中田敦彦       | 「今だから読み返したい本シリーズ」『銀河鉄道の夜』                                    | 3時間SP （19:00 - 21:48）                           |
| 32     | 1月23日 | マルシア       | すぐにキレる性格で仕事がなくなっちゃった先生                                          | 3時間SP （19:00 - 21:48）                           |
| 33     | 2月20日 | 坂本ちゃん     | 家族との金銭トラブルで独りぼっちになっちゃった先生                                    | 3時間SP （19:00 - 21:48）                           |
| 33     | 2月20日 | 新庄剛志       | お金に無頓着すぎちゃった先生                                                          | 3時間SP （19:00 - 21:48）                           |
| 33     | 2月20日 | 若林正恭       | 『クセログ』お湯は最高なのにクセが強すぎる温泉宿 （調査員：田中卓志（アンガールズ）） | 3時間SP （19:00 - 21:48）                           |
| 34     | 3月13日 | 瀬古利彦       | 実力は世界一なのにオリンピックだけ勝てない先生                                        | 3時間SP（19:00 - 21:48） 月曜20時枠における最終放送 |
| 34     | 3月13日 | 川原ひろし     | カリスマ社長と呼ばれていたのにラーメン店全店潰しちゃった社長                          | 3時間SP（19:00 - 21:48） 月曜20時枠における最終放送 |
| 34     | 3月13日 | ソニン         | 指示待ち人間になって人生の決断力を失っちゃった先生                                    | 3時間SP（19:00 - 21:48） 月曜20時枠における最終放送 |
| 34     | 3月13日 | 山崎樹範       | 『しくじり調査団』女将劇場から学ぶV字回復                                             | 3時間SP（19:00 - 21:48） 月曜20時枠における最終放送 |

### レギュラー放送（日曜プライムタイム時代）
- 回数は月曜ゴールデン時代からの通算。

| 35     | 4月16日 | 森脇健児                              | 全然おもろないのに自分のことをめっちゃおもろいと勘違いしちゃった先生   | 2時間SP（20:58 - 23:10） 枠移動・拡大後初回。 |
| 35     | 4月16日 | 中田敦彦                              | 『しくじり偉人伝』エイブラハム・リンカーン編                           | 2時間SP（20:58 - 23:10） 枠移動・拡大後初回。 |
| 36     | 4月23日 | 仁科克基                              | 偉大な父のお金を使いまくったクズ2世先生                                | この回より枠移動・拡大後の通常放送開始 （ただし、『サンデーステーション』初回の24分後拡大〈20:54 - 22:18〉のため、 24分繰り下げ〈22:22 - 23:29〉）。 |
| 37     | 4月30日 | 江本孟紀                              | 上司に楯突いて夢を捨てちゃった先生                                     | この回より枠移動・拡大後の通常編成時における時間帯で放送。                                                                                           |
| 38     | 5月7日  | アンミカ                              | 国際スパイに騙されてお金を奪われちゃった先生                           | |
| 39     | 5月14日 | 茂木健一郎                            | “オワコン”発言で大炎上しちゃった先生                                   | |
| 39     | 5月14日 | 西崎幸広 Mr.マリック 大家志津香の母親 | 緊急企画「しくじりPTA相談会」                                          | 西崎の娘2名（あや、莉麻）、LUNA（マリックの長女）、大家が出席                                                                                        |
| 40     | 5月21日 | 宮川一朗太                            | 娘に迷惑をかけちゃった宮川バツイチ一朗太先生                           | |
| 41     | 5月28日 | 高橋名人                              | ゲームが超下手なのに"名人"を名乗っちゃった先生                         | |
| 41     | 5月28日 | GENKING                               | 見栄を張ってローン地獄になっちゃった先生                               | |
| 42     | 6月4日  | 中田敦彦                              | 『しくじり偉人伝』ピタゴラス編                                         | この週をもって「予習の時間」が廃止となる。 |
| 43     | 6月11日 | 荻原次晴                              | 双子の兄と比較にならないくらい差がついちゃった先生                     | |
| 44     | 6月18日 | 森田正光                              | 興味がない仕事を適当にやっていたから自分のミスは予報できなかった先生   | |
| 44     | 6月18日 | サスケ                                | 調子にのって再結成してしまった先生                                     | |
| 45     | 6月25日 | Mr.マリック&LUNA                      | 修復不可能なくらいまで家庭崩壊してしまった先生                         | 番組初となる親子先生、且つ、この回の副題は「ウチみたいになるな!!」。                                                                                 |
| 46     | 7月2日  | ジョイマン                            | エリート街道から外れちゃった先生                                       | |
| 46     | 7月2日  | デニス                                | ウソを盛りすぎたせいで消えかけているコンビ先生                         | |
| 47     | 7月9日  | 中田敦彦                              | 『しくじり動物図鑑』キングペンギン                                     | |
| 47     | 7月9日  | 斉藤こず恵                            | 何度ダイエットしてもリバウンドしちゃう先生                             | |
| 48     | 7月16日 | レイザーラモンHG&住谷杏奈             | 収入逆転で夫婦関係が崩壊しちゃった先生                                 | |
| 49     | 7月30日 | 中川家                                | 中川家を燃やしちゃった先生                                             | 番組では初となる兄弟先生。 |
| 50     | 8月6日  | 中田敦彦                              | 一般公開授業／『しくじり偉人伝』伊能忠敬編                             | 番組史上初となる一般公開授業を実施。 『しくじり偉人伝』では初となる日本人を扱った回。                                                                |
| 51     | 8月13日 | 神取忍                                | 勉強不足で国会議員になってバッシングされちゃった先生                   | |
| 51     | 8月13日 | 群馬県在住の人物                      | あなたの街のしくじり先生 群馬編                                        | |
| 52     | 8月20日 | 北村晴男                              | 痴漢冤罪で有罪になるのを回避するための授業                             | 夏休み番外編 |
| 53     | 9月3日  | 森本稀哲                              | スーパースターに影響を受けて自分を見失った先生                         | |
| 54     | 9月10日 | 丸山桂里奈                            | 日本代表なのにサッカーのルールをよく知らなかった先生                   | |
| 55     | 9月17日 | 中田敦彦                              | 一般公開授業／テーマ：“終活”                                           | 最終回直前SP |
| 特別編 | 9月22日 | ルー大柴                              | ナルシストすぎて、ショービジネスからデリートしちゃったティーチャー     | 23:15 - 翌0:15 |
| 56     | 9月24日 | 亀田史郎&亀田興毅                     | 日本国民全員から嫌われて家族まるごと日本で活動できなくなっちゃった先生 | レギュラー放送最終回 |

### レギュラー放送終了後の単発特番
| 2018年 | 2018年   | 2018年         | 2018年             | 2018年                                 | 2018年    | 2018年 |
| #      | 放送日   | 放送時間       | 先生               | 内容                                   | 備考      |        |
| ------ | -------- | -------------- | ------------------ | -------------------------------------- | --------- | ------ |
| 1      | 1月28日  | 18:56 - 20:54  | 村主章枝           | 頑なに引退しなかった先生               | 2時間SP   |        |
| 1      | 1月28日  | 18:56 - 20:54  | 錦野旦             | お人好しで地位も名誉も財産も失った先生 | 2時間SP   |        |
| 2      | 10月20日 | 23:15 - 翌0:05 | 品川庄司           | 自己顕示欲が強すぎたコンビ先生         | [ 注 42 ] |        |
| 3      | 12月14日 | 20:00 - 21:48  | 南海キャンディーズ | 嫉妬が原因で共演NGを出したコンビ先生   | 2時間SP   |        |
| 3      | 12月14日 | 20:00 - 21:48  | 宮崎謙介&金子恵美  | ゲス不倫で家族崩壊の危機まで陥った先生 | 2時間SP   |        |

### レギュラー放送（火曜未明時代）
| 1  | 2019年4月2日 | クロちゃん（安田大サーカス）   | 甘汁モンスター先生                                     | |
| 2  | 4月9日       | 西野未姫                       | 元アイドル、今ヨゴレ先生                               | |
| 3  | 4月16日      | 水沢アリー                     | キャラも顔も大嘘で自分を見失っちゃった先生             | |
| 4  | 4月23日      | 黒石高大                       | めちゃくちゃワルぶってたのに2秒でKOされちゃった先生    | 前後編 |
| 5  | 4月30日      | 黒石高大                       | めちゃくちゃワルぶってたのに2秒でKOされちゃった先生    | 前後編 |
| 6  | 5月7日       | なかやまきんに君               | 筋肉留学したのにちっちゃくなっちゃった先生             | |
| 7  | 5月14日      | 今井華                         | バイブス恐怖症になっちゃった先生                       | |
| 8  | 5月21日      | 大和一孝（スパローズ）         | 借金界のキングクズ先生                                 | |
| 9  | 5月28日      | 春名風花                       | お金に執着し孤独になったマセガキ先生                   | |
| 10 | 6月4日       | 紺野ぶるま                     | 高校中退して大後悔した先生                             | 前後編（後編はくまだまさし出演のためAbemaTVアーカイブは非公開になった）                                              |
| 11 | 6月11日      | 紺野ぶるま                     | 高校中退して大後悔した先生                             | 前後編（後編はくまだまさし出演のためAbemaTVアーカイブは非公開になった）                                              |
| 12 | 6月18日      | アルコ&ピース マヂカルラブリー | お笑い研究部〜怒られるを考える〜                       | AbemaTVオリジナル企画を地上波で初披露される。                                                                        |
| 13 | 6月25日      | 那須川天心                     | 人生初KOされて大号泣した先生                           | |
| 14 | 7月2日       | クマムシ                       | お互い憎悪が湧いてコンビ仲が冷え切っちゃった先生       | |
| 15 | 7月9日       | 中山功太                       | 自分が一番面白くないと気づいた先生                     | |
| 16 | 7月16日      | 黒石高大                       | バラエティースターへの道                               | AbemaTV限定企画を地上波で放送。                                                                                      |
| 17 | 7月23日      | 山口真由                       | 恋愛偏差値がクソ低い先生                               | 前後編 7月23日にDJ社長（レペゼン地球）が出演予定だったが、女性タレントへのパワハラを認めたため、予定を変更して放送。 |
| 18 | 7月30日      | 山口真由                       | 恋愛偏差値がクソ低い先生                               | 前後編 7月23日にDJ社長（レペゼン地球）が出演予定だったが、女性タレントへのパワハラを認めたため、予定を変更して放送。 |
| 19 | 8月6日       | 達川光男                       | 当たってないのに当たったフリをしてしまった先生         | |
| 20 | 8月13日      | とにかく明るい安村             | 不倫をして全てを失った先生                             | |
| 21 | 8月27日      | 椿鬼奴                         | 旦那の立て方を間違えて離婚寸前夫婦に見られた先生       | |
| 22 | 9月3日       | 梶原雄太（キングコング）       | キャパオーバーで失踪しちゃった先生                     | 前後編 |
| 23 | 9月10日      | 梶原雄太（キングコング）       | キャパオーバーで失踪しちゃった先生                     | 前後編 |
| 24 | 9月17日      | 品川祐                         | 品川祐先生の「しくじり映画授業」タイタニック編         | |
| 25 | 10月1日      | 鈴木奈々                       | 全力で取り組んで嫌われちゃった先生                     | |
| 26 | 10月8日      | あやまん監督                   | 夜遊びばかりしていたら孤独になっちゃった先生           | |
| 27 | 10月15日     | アンミカ                       | アンミカ先生の「アンジェリーナ・ジョリー」             | 映画『マレフィセント2』とのタイアップ企画。                                                                          |
| 28 | 10月22日     | 春日俊彰                       | 春日俊彰先生の「村西とおる徹底解剖!」                  | |
| 29 | 11月5日      | 工藤兄弟                       | 恵まれた環境でウキウキWatchingしてたら消えちゃった先生 | |
| 30 | 11月12日     | 川島明（麒麟）                 | 麒麟 川島先生の「キン肉マン」                          | |
| 31 | 11月19日     | 加藤綾菜                       | 全然結婚を認めてもらえなかった先生                     | |
| 32 | 12月3日      | 藤森慎吾&西野未姫              | 藤森慎吾先生&西野未姫先生のしくじり恋愛授業            | |
| 33 | 12月10日     | ワクワクさん                   | Eテレと民放の違いについていけなかった先生              | |
| 34 | 12月17日     | カズレーザー                   | カズレーザー先生の「SEGA」メガドライブ編               | |

| 特別編 | 1月3日   | クロちゃん（安田大サーカス）                                                                  | 甘汁モンスター先生（2019.4.2）                                                                                            | しくじり駅伝2020                                                                                       |
| 特別編 | 1月3日   | 品川庄司                                                                                      | 自己顕示欲が強すぎたコンビ先生（2018.10.20）                                                                              | しくじり駅伝2020                                                                                       |
| 特別編 | 1月3日   | 南海キャンディーズ                                                                            | 嫉妬が原因で共演NGを出したコンビ先生（2018.12.14）                                                                        | しくじり駅伝2020                                                                                       |
| 特別編 | 1月3日   | 椿鬼奴                                                                                        | 旦那の立て方を間違えて離婚寸前夫婦に見られた先生（2019.8.26）                                                             | しくじり駅伝2020                                                                                       |
| 特別編 | 1月3日   | 梶原雄太（キングコング）                                                                      | キャパオーバーで失踪しちゃった先生（2019.9.2） （2019.9.9）                                                               | しくじり駅伝2020                                                                                       |
| 35     | 1月7日   | くっきー!                                                                                     | 自分の世界観を押し付けてバチギレされまくった先生                                                                          | |
| SP     | 1月11日  | 武田真治                                                                                      | 「できない」自分に絶望しちゃった先生                                                                                      | しくじり先生スペシャル 1時間放送                                                                       |
| 36     | 1月14日  | てんちむ                                                                                      | 「天才てれびくん」辞めたら超絶グレちゃった先生                                                                            | |
| 37     | 1月21日  | ギャロップ                                                                                    | 相方が自分をキムタクだと勘違いして解散寸前になった先生                                                                    | |
| 38     | 2月4日   | 三瓶                                                                                          | 嫌なことから逃げまくって何も無くなっちゃった先生                                                                          | |
| 39     | 2月11日  | 宮下草薙                                                                                      | お笑い研究部「若手芸人がバラエティ番組で爪あとを残すを考える」                                                            | |
| 40     | 2月18日  | ゆきぽよ                                                                                      | ヤンチャ男に惹かれて恋愛しくじりまくりの先生                                                                              | |
| 41     | 3月3日   | チャンス大城                                                                                  | 同期や後輩にお先越されて腐っちゃった先生                                                                                  | |
| 42     | 3月10日  | インディアンス                                                                                | お笑い研究部「インディアンスきむを考える」                                                                                | |
| 43     | 3月17日  | 空気階段                                                                                      | 家庭を顧みないクズ男のもぐら先生                                                                                          | |
| SP     | 3月27日  | カズレーザー                                                                                  | カズレーザー先生「機動戦士ガンダム」の授業                                                                                | 春の特別授業SP 1時間放送 この回のみナレーションは池田秀一が担当。                                      |
| 44     | 3月31日  | カミナリ                                                                                      | カミナリ先生「しくじり都道府県」茨城県                                                                                    | |
| 45     | 4月7日   | 津田篤宏（ダイアン）                                                                          | 反省の仕方がわからず逆切れした先生                                                                                        | |
| 46     | 4月14日  | 鰻和弘（銀シャリ）                                                                            | 銀シャリ 鰻先生「歴史の教科書」                                                                                           | |
| 47     | 4月21日  | ニューヨーク ラフレクラン                                                                     | お笑い研究部「情報番組で爪痕を残すを考える」                                                                              | |
| 48     | 5月5日   | 朝倉未来                                                                                      | ヤンチャしてたら死にかけちゃった先生                                                                                      | |
| 49     | 5月12日  | ラファエル                                                                                    | 過激な動画を上げまくってアカウント停止されちゃった先生                                                                    | 前後編                                                                                                 |
| 50     | 5月19日  | ラファエル                                                                                    | 過激な動画を上げまくってアカウント停止されちゃった先生                                                                    | 前後編                                                                                                 |
| 51     | 6月2日   | ヴァンゆん                                                                                    | ヴァンゆん先生のYouTubeレッスン                                                                                           | |
| 52     | 6月9日   | アルコ&ピース                                                                                 | お笑い研究部「リモート番組で爪あとを残すを考える」                                                                        | 前後編                                                                                                 |
| 53     | 6月16日  | アルコ&ピース                                                                                 | お笑い研究部「リモート番組で爪あとを残すを考える」                                                                        | 前後編                                                                                                 |
| 特別編 | 6月23日  | 久保田かずのぶ（とろサーモン） 中山功太 鬼越トマホーク 納言                                   | お笑い研究部「世間の好感度を考える」                                                                                      | アベマの時間にて放送。                                                                                 |
| 54     | 6月30日  | イジリー岡田                                                                                  | 高速ベロを封印したら人生ヘロヘロになっちゃった先生                                                                        | |
| 55     | 7月7日   | はら（ゆにばーす）                                                                            | 自分を盛り過ぎちゃった先生                                                                                                | |
| SP     | 7月12日  | 広瀬香美                                                                                      | 夢にこだわりすぎちゃった先生                                                                                              | 特別授業 いま話題の音楽家SP                                                                            |
| SP     | 7月12日  | 武田真治                                                                                      | 武田真治先生の「筋トレでしくじらないための授業」                                                                          | 特別授業 いま話題の音楽家SP                                                                            |
| 56     | 7月14日  | 永野                                                                                          | 自信がなくて変人ぶっちゃった先生                                                                                          | |
| 57     | 7月21日  | 川島明（麒麟）                                                                                | 麒麟 川島明先生「ビックリマンチョコ」                                                                                     | |
| 特別編 | 8月4日   | 堀江貴文                                                                                      | 世の中舐めすぎて逮捕されちゃった先生（2015.4.20）                                                                         | #アベマで笑おう しくじり先生 【第1部】0:20〜1:20・【第2部】2:00〜2:55に放送。 第2部はSCRAPとのコラボ。 |
| 特別編 | 8月4日   | アルコ&ピース 納言                                                                            | お笑い研究部「しくじり学園からの脱出ゲーム」に挑戦！                                                                      | #アベマで笑おう しくじり先生 【第1部】0:20〜1:20・【第2部】2:00〜2:55に放送。 第2部はSCRAPとのコラボ。 |
| 58     | 8月11日  | 橋本直（銀シャリ）                                                                            | 銀シャリ 橋本直先生「学校からなくなったもの」                                                                             | |
| 59     | 8月18日  | 宮下草薙                                                                                      | お笑い研究部「宮下草薙のラジオを考える」                                                                                  | 前後編                                                                                                 |
| 60     | 8月25日  | 宮下草薙                                                                                      | お笑い研究部「宮下草薙のラジオを考える」                                                                                  | 前後編                                                                                                 |
| 61     | 9月1日   | 伊集院光                                                                                      | 伊集院光先生 特別授業「セガ アーケードゲーム」                                                                            | 前後編                                                                                                 |
| 62     | 9月8日   | 伊集院光                                                                                      | 伊集院光先生 特別授業「セガ アーケードゲーム」                                                                            | 前後編                                                                                                 |
| 63     | 9月15日  | アキラ100% 安部紀克（納言） アンゴラ村長（にゃんこスター） ゴー☆ジャス ハリウッドザコシショウ | お笑い研究部「相方が急にお休みになっちゃった時を考える」                                                                  | 前後編                                                                                                 |
| 64     | 9月22日  | アキラ100% 安部紀克（納言） アンゴラ村長（にゃんこスター） ゴー☆ジャス ハリウッドザコシショウ | お笑い研究部「相方が急にお休みになっちゃった時を考える」                                                                  | 前後編                                                                                                 |
| 65     | 10月6日  | 小森隼（GENERATIONS from EXILE TRIBE） 中務裕太（GENERATIONS from EXILE TRIBE）               | しくじり学園お笑い研究部 × GENERATIONS高校TV「GENERATIONSのコントを考える」                                               | GENERATIONS高校TVとのコラボ。                                                                          |
| 66     | 10月13日 | AYA                                                                                           | 筋肉付けすぎちゃって全然恋愛できなくなっちゃった先生                                                                      | |
| 特別編 | 10月18日 | かつみ♥さゆり                                                                                 | おバカすぎて借金返済に追われ続ける夫婦先生（2016.6.6）                                                                    | 今だからこそ伝えたい授業SP                                                                             |
| 特別編 | 10月18日 | チャンカワイ&近藤くみこ                                                                       | しくじり都道府県「三重県」                                                                                                | 今だからこそ伝えたい授業SP                                                                             |
| 67     | 10月20日 | カズレーザー                                                                                  | カズレーザー先生 特別授業「ガセネタに惑わされないための授業」                                                             | |
| 68     | 11月3日  | コロコロチキチキペッパーズ                                                                    | ゲスキャラという不本意な形で番組に呼ばれているナダル先生 番組に呼ばれるのはナダルだけで、名前すら覚えられていない西野先生 | 前後編                                                                                                 |
| 69     | 11月10日 | コロコロチキチキペッパーズ                                                                    | ゲスキャラという不本意な形で番組に呼ばれているナダル先生 番組に呼ばれるのはナダルだけで、名前すら覚えられていない西野先生 | 前後編                                                                                                 |
| 70     | 11月17日 | 西村瑞樹（バイきんぐ）                                                                        | バイきんぐ西村瑞樹先生「しくじりキャンプ」                                                                                | |
| 71     | 12月1日  | ジョイマン                                                                                    | お笑い研究部「ジョイマンとは何かを考える」                                                                                | |
| 72     | 12月8日  | 野々村友紀子&川谷修士                                                                         | 家事が原因で大ゲンカし、離婚寸前の危機にあった先生                                                                        | 前後編                                                                                                 |
| 73     | 12月15日 | 野々村友紀子&川谷修士                                                                         | 家事が原因で大ゲンカし、離婚寸前の危機にあった先生                                                                        | 前後編                                                                                                 |

| 74     | 1月5日  | 岩崎う大（かもめんたる）                                              | お笑い研究部「キングオブう大」                                                  | 前後編                                           |
| 75     | 1月12日 | 岩崎う大（かもめんたる）                                              | お笑い研究部「キングオブう大」                                                  | 前後編                                           |
| 76     | 1月19日 | しずる                                                                | 吉本興業を激怒させ、6カ月謹慎した元祖謹慎芸人先生                               |                                                  |
| 77     | 2月2日  | ダイノジ                                                              | 才能がないのにカリスマ気取っていた大谷先生 ヤバい相方を放置しちゃってた大地先生 | 前後編                                           |
| 78     | 2月9日  | ダイノジ                                                              | 才能がないのにカリスマ気取っていた大谷先生 ヤバい相方を放置しちゃってた大地先生 | 前後編                                           |
| 79     | 2月16日 | 川島明（麒麟）                                                        | 麒麟 川島明先生によるテーマ授業「スーパー戦隊」                                 |                                                  |
| 80     | 3月2日  | マヂカルラブリー                                                      | 高いプライドとひねくれた性格でくすぶり続けた先生                                | 前編                                             |
| 特別編 | 3月7日  | 尾形貴弘（パンサー）&藤本美貴                                         | 自分では気づいていない夫婦間のモラハラやDVを知る授業                            | 23:00 - 23:55に放送。                            |
| 81     | 3月9日  | マヂカルラブリー                                                      | 高いプライドとひねくれた性格でくすぶり続けた先生                                | 後編                                             |
| 82     | 3月16日 | 薄幸（納言）                                                          | 大人に反抗するのがカッコいいと思っていたら速攻で退学くらっちゃった先生          |                                                  |
| 83     | 3月30日 | スギちゃん                                                            | NOワイルドNO実力先生                                                            |                                                  |
| 84     | 4月6日  | 錦鯉                                                                  | ダラダラ貧乏生活を送っていた先生                                                |                                                  |
| 85     | 4月13日 | コットン（ラフレクラン）                                              | お笑い研究部「ラフレクランがいまいちハネないを考える」                          |                                                  |
| 86     | 4月20日 | チョコレートプラネット                                                | チョコレートプラネットの特別授業「クレヨンしんちゃん」                          |                                                  |
| 特別編 | 5月2日  | 米村でんじろう                                                        | 学校が嫌いなのに教師になって生徒に迷惑をかけちゃった先生（2016.5.2）            | 連休のおうち時間に復習SP。 10:00 - 11:45に放送。 |
| 特別編 | 5月2日  | 川島明（麒麟）                                                        | 麒麟 川島明先生「ビックリマンチョコ」（2020.7.20）                              | 連休のおうち時間に復習SP。 10:00 - 11:45に放送。 |
| 87     | 5月4日  | エミリン                                                              | 人の意見に流されてyoutuberになっちゃった先生                                    |                                                  |
| 88     | 5月11日 | ミルクボーイ                                                          | 漫才を5年間サボっちゃった先生                                                   | 前後編                                           |
| 89     | 5月18日 | ミルクボーイ                                                          | 漫才を5年間サボっちゃった先生                                                   | 前後編                                           |
| 90     | 6月1日  | 酒井健太                                                              | お笑い研究部「アルピー酒井を考える」                                            |                                                  |
| 91     | 6月8日  | 若林正恭                                                              | 42歳のおじさんが高校生気分でバスケでケガをして各所に大迷惑をかけちゃった先生    | 前後編                                           |
| 92     | 6月15日 | 若林正恭                                                              | 42歳のおじさんが高校生気分でバスケでケガをして各所に大迷惑をかけちゃった先生    | 前後編                                           |
| 93     | 6月29日 | オズワルド                                                            | お笑い研究部「オズワルド畠中を考える」                                          |                                                  |
| 94     | 7月6日  | カズレーザー                                                          | 現代アートの価値がわからず恥をかかないための授業                                | 前後編                                           |
| 95     | 7月13日 | カズレーザー                                                          | 現代アートの価値がわからず恥をかかないための授業                                | 前後編                                           |
| 96     | 7月27日 | コットン 安部紀克（納言） 都築拓紀（四千頭身） 池田直人（レインボー） | お笑い研究部「令和のお笑い界に革命を起こしたいを考える」                        |                                                  |
| 97     | 8月3日  | オカリナ                                                              | 趣味にお金を使い過ぎて将来しくじらないための授業                                |                                                  |
| 98     | 8月10日 | 餅田コシヒカリ                                                        | 出来心でカンニングをして地獄を見た先生                                          |                                                  |
| 99     | 8月17日 | ウエストランド                                                        | ヤバい奴だと思われたくて話を盛って周りに迷惑をかけちゃった先生                  |                                                  |
| 100    | 8月31日 | TAIGA                                                                 | お笑い研究部「TAIGAさんが売れそうで売れないを考える」                           |                                                  |
| 101    | 9月7日  | 大友愛                                                                | バレー以外のことでメンタルをやられて現役引退しちゃった先生                      |                                                  |
| 102    | 9月14日 | 野口健                                                                | エベレストで3回死にかけた先生                                                   | 前後編                                           |
| 103    | 9月21日 | 野口健                                                                | エベレストで3回死にかけた先生                                                   | 前後編                                           |

### レギュラー放送（金曜ネオバズ時代）
- 放送日はABEMAで配信された日。
- ＊は地上波で放送された日[注 46]。

| 104   | 10月8日  | ゆめっち（3時のヒロイン） | 恋愛に依存しすぎて荒んだ生活を送っちゃった先生                                            | 前後編 |
| 105   | 10月15日 | ゆめっち（3時のヒロイン） | 恋愛に依存しすぎて荒んだ生活を送っちゃった先生                                            | 前後編 |
| 106   | 10月22日 | ラランド                  | モンスター社員ニシダを生み出してしまったサーヤ先生 問題行動ばかり起こしてしまうニシダ先生 |        |
| 107＊ | 10月29日 | 若林正恭                  | 金曜深夜お引っ越し記念 中年の危機から脱出する授業                                         | 前後編 |
| 108   | 11月5日  | 若林正恭                  | 金曜深夜お引っ越し記念 中年の危機から脱出する授業                                         | 前後編 |
| 109   | 11月12日 | 永井佑一郎                | 自分を押し殺し身も心もズタボロになってしまった先生                                        | 前後編 |
| 110   | 11月19日 | 永井佑一郎                | 自分を押し殺し身も心もズタボロになってしまった先生                                        | 前後編 |
| 111＊ | 11月26日 | 松本明子                  | 空き家になった実家に1600万円払っちゃった先生                                              | 前後編 |
| 112   | 12月3日  | 松本明子                  | 空き家になった実家に1600万円払っちゃった先生                                              | 前後編 |
| 113   | 12月10日 | 岩崎う大（かもめんたる）  | お笑い研究部「キングオブう大」2021                                                        | 前後編 |
| 114   | 12月17日 | 岩崎う大（かもめんたる）  | お笑い研究部「キングオブう大」2021                                                        | 前後編 |
| 115＊ | 12月24日 | 神田愛花                  | 憧れだけでアナウンサーになったアナウンス力zeroの先生                                      | 前後編 |
| 116   | 12月31日 | 神田愛花                  | 憧れだけでアナウンサーになったアナウンス力zeroの先生                                      | 前後編 |

| 特別編＊ | 1月3日   | ロッチ | 頑固なのに優柔不断なせいでいろんな人に迷惑かけちゃった先生             | 23:15 - 24:15に放送。 中岡創一が先生で、相方のコカドケンタロウは助教として出演。 |
| 117      | 1月14日  | 村上（Aマッソ） 村上健志（フルーツポンチ） 村上（マヂカルラブリー） 島田秀平（118）                                                         | お笑い研究部「芸能界の村上渋滞を考える」                               | 前後編                                                                           |
| 118      | 1月21日  | 村上（Aマッソ） 村上健志（フルーツポンチ） 村上（マヂカルラブリー） 島田秀平（118）                                                         | お笑い研究部「芸能界の村上渋滞を考える」                               | 前後編                                                                           |
| 119＊    | 1月28日  | 収納王子コジマジック | 超売れっ子だったのにスケジュールをきれいさっぱり片づけられちゃった先生 |                                                                                  |
| 特別編＊ | 1月28日  | 滝沢秀一（マシンガンズ） | ゴミ問題で地球を壊さないための授業                                     | みんなでゴミ問題を考えよう！地球の危機を救う緊急授業SP 13:30 - 14:30に放送。     |
| 120      | 2月4日   | 森本稀哲 | スーパースターに影響を受けて自分を見失った先生（2017.9.3）             | 初回放送時は1時間で放送。                                                        |
| 121      | 2月11日  | ひろゆき | ひろゆき先生のしくじり相談室                                           | 前後編                                                                           |
| 122      | 2月18日  | ひろゆき | ひろゆき先生のしくじり相談室                                           | 前後編                                                                           |
| 123＊    | 2月25日  | マヂカルラブリー 川原克己（天竺鼠） 国崎和也（ランジャタイ） 芝大輔（モグライダー） 平井まさあき（男性ブランコ） 森本晋太郎（トンツカタン） | お笑い研究部「野田軍団を作りたいを考える」                             |                                                                                  |
| 124      | 3月4日   | 徳井健太（平成ノブシコブシ） | 特別授業「ネタは天才的に面白いのに大成できなかった芸人」               | 前後編                                                                           |
| 125      | 3月11日  | 徳井健太（平成ノブシコブシ） | 特別授業「ネタは天才的に面白いのに大成できなかった芸人」               | 前後編                                                                           |
| 126      | 3月18日  | ゾフィー | お笑い研究部「末期状態!ゾフィーの今後を考える」                        | 前回の授業の続編。 ゲストも前回の授業と同じ出演者。                              |
| 127＊    | 4月1日   | 吉田直樹 | しくじりゲーム「ファイナルファンタジーXIV」                            | 前後編                                                                           |
| 128      | 4月8日   | 吉田直樹 | しくじりゲーム「ファイナルファンタジーXIV」                            | 前後編                                                                           |
| 129      | 4月15日  | しみけん | AV業界に飛び込んでしくじらないための授業!                              | 前後編                                                                           |
| 130      | 4月22日  | しみけん | AV業界に飛び込んでしくじらないための授業!                              | 前後編                                                                           |
| 131＊    | 4月29日  | かなで（3時のヒロイン） | 悲劇のヒロインを気取って100回フラれちゃった先生                        |                                                                                  |
| 132      | 5月6日   | 春日俊彰 | 春日俊彰先生の「村西とおる徹底解剖!」（2019.10.22）                    |                                                                                  |
| 特別編＊ | 5月8日   | チョコレートプラネット | チョコレートプラネット先生「しくじりオモチャ“たまごっち”」             | 23:00 - 23:55に放送。                                                            |
| 133      | 5月13日  | はんにゃ フルーツポンチ | お笑い研究部「もう一度ピラメキたい!令和の子ども番組を考える!」         | 前後編                                                                           |
| 134      | 5月20日  | はんにゃ フルーツポンチ | お笑い研究部「もう一度ピラメキたい!令和の子ども番組を考える!」         | 前後編                                                                           |
| 135＊    | 5月27日  | お見送り芸人しんいち | お笑い研究部「ショーレースで結果を出した芸人の未来を考える!」          | お見送り芸人しんいち編                                                           |
| 136      | 6月3日   | ランジャタイ | お笑い研究部「ショーレースで結果を出した芸人の未来を考える!」          | ランジャタイ編                                                                   |
| 137      | 6月10日  | エルフ オダウエダ スパイク ハイツ友の会 ヨネダ2000                                                                                          | お笑い研究部「THE U 2022」                                             | 前後編                                                                           |
| 138      | 6月17日  | エルフ オダウエダ スパイク ハイツ友の会 ヨネダ2000                                                                                          | お笑い研究部「THE U 2022」                                             | 前後編                                                                           |
| 139＊    | 7月1日   | 小田結希（オダウエダ） | グレて駆け込み寺に入れられちゃった先生                                 |                                                                                  |
| 140      | 7月8日   | ハマカーン | お笑い研究部「ハマカーン神田の今後を考える」                           | 前後編                                                                           |
| 141      | 7月15日  | ハマカーン | お笑い研究部「ハマカーン神田の今後を考える」                           | 前後編                                                                           |
| 142      | 7月22日  | お見送り芸人しんいち | 何の実績もないのに才能があると勘違いしてしまった先生                   |                                                                                  |
| 143＊    | 7月29日  | ハマカーン | お笑い研究部「ハマカーン神田の今後を考える」                           | 地上波特別版 1:10 - 1:40に放送。                                                 |
| 144      | 8月5日   | インディアンス | お笑い研究部「インディアンスきむを考えるパート2」                      | 前後編                                                                           |
| 145      | 8月12日  | インディアンス | お笑い研究部「インディアンスきむを考えるパート2」                      | 前後編                                                                           |
| 146      | 8月19日  | ジミー大西 | しくじり万博先生                                                       | 3部作                                                                            |
| 147＊    | 8月26日  | ジミー大西 | しくじり万博先生                                                       | 3部作                                                                            |
| 148      | 9月2日   | ジミー大西 | しくじり万博先生                                                       | 3部作                                                                            |
| 149      | 9月9日   | 与沢翼 | 秒速で1億稼ぐ男から秒速で転落しちゃった先生                            | 前後編                                                                           |
| 150      | 9月16日  | 与沢翼 | 秒速で1億稼ぐ男から秒速で転落しちゃった先生                            | 前後編                                                                           |
| 151＊    | 9月23日  | 大鶴義丹 | 地方移住を舐めていた先生                                               |                                                                                  |
| 152      | 9月30日  | 安倍紀克（納言） コットン 村上健志（フルーツポンチ） ランジャタイ                                                                           | お笑い研究部「リアル既婚者は誰だ!婚狼〜KONROU〜」                      | 前後編                                                                           |
| 153      | 10月7日  | 安倍紀克（納言） コットン 村上健志（フルーツポンチ） ランジャタイ                                                                           | お笑い研究部「リアル既婚者は誰だ!婚狼〜KONROU〜」                      | 前後編                                                                           |
| 154      | 10月14日 | オダウエダ | お笑い研究部「オダウエダが番組で爪痕を残したいを考える」               |                                                                                  |
| 155＊    | 10月21日 | ナイツ | ナイツと漫才協会のしくじり授業                                         | 前後編                                                                           |
| 156      | 10月28日 | ナイツ | ナイツと漫才協会のしくじり授業                                         | 前後編                                                                           |
| 157      | 11月4日  | 篠宮暁（オジンオズボーン） | お笑い研究部「オジンオズボーン篠宮の今後を考える」                     | 前後編                                                                           |
| 158      | 11月11日 | 篠宮暁（オジンオズボーン） | お笑い研究部「オジンオズボーン篠宮の今後を考える」                     | 前後編                                                                           |
| 159＊    | 11月18日 | 小島よしお | 小島よしお先生「大学お笑いサークルに潜むしくじり授業」                 | 前後編 11月18日は0:55 - 1:25に放送。                                             |
| 160      | 11月25日 | 小島よしお | 小島よしお先生「大学お笑いサークルに潜むしくじり授業」                 | 前後編 11月18日は0:55 - 1:25に放送。                                             |
| 161      | 12月2日  | イシバシハザマ THE GEESE | お笑い研究部「評価されていいはずの実力派芸人を考える」                 |                                                                                  |
| 162      | 12月9日  | 青色1号 うるとらブギーズ スーパーニュウニュウ ゾフィー ファイヤーサンダー                                                                   | お笑い研究部「キングオブう大2022」                                     | 前後編                                                                           |
| 163      | 12月16日 | 青色1号 うるとらブギーズ スーパーニュウニュウ ゾフィー ファイヤーサンダー                                                                   | お笑い研究部「キングオブう大2022」                                     | 前後編                                                                           |
| 164＊    | 12月23日 | 梅宮アンナ | 梅宮アンナ先生「相続でしくじらないための授業」                         | 前後編                                                                           |
| 165      | 12月30日 | 梅宮アンナ | 梅宮アンナ先生「相続でしくじらないための授業」                         | 前後編                                                                           |

| 特別編＊ | 1月3日   | 峯岸みなみ | 謝罪の仕方を間違えて全世界をドン引きさせちゃった先生                               | 謝罪の仕方を間違えて世界がドン引きお正月スペシャル! 23:15 - 24:15に放送。                           |
| 166      | 1月13日  | トンツカタン | お笑い研究部「トンツカタン森本はもうわかった お抹茶と櫻田を考える」                | 前後編                                                                                              |
| 167      | 1月20日  | トンツカタン | お笑い研究部「トンツカタン森本はもうわかった お抹茶と櫻田を考える」                | 前後編                                                                                              |
| 168＊    | 1月27日  | ティモンディ | 自分を追い込み過ぎて夢を諦めることになった先生                                     | 前後編 高岸宏行が先生で、相方の前田裕太は進行・解説役として出演。                                   |
| 169      | 2月3日   | ティモンディ | 自分を追い込み過ぎて夢を諦めることになった先生                                     | 前後編 高岸宏行が先生で、相方の前田裕太は進行・解説役として出演。                                   |
| 170      | 2月10日  | ハマカーン | お笑い研究部「ハマカーン神田の今後を考える2」                                      | 前後編                                                                                              |
| 171      | 2月17日  | ハマカーン | お笑い研究部「ハマカーン神田の今後を考える2」                                      | 前後編                                                                                              |
| 172＊    | 2月24日  | 斎藤司（トレンディエンジェル） | 斎藤司先生「『リーマン・ショック』から学ぶ投資でしくじらないための授業」           | 前後編                                                                                              |
| 173      | 3月3日   | 斎藤司（トレンディエンジェル） | 斎藤司先生「『リーマン・ショック』から学ぶ投資でしくじらないための授業」           | 前後編                                                                                              |
| 174      | 3月10日  | オジンオズボーン篠宮 ジグザグジギー にゃんこスター わらふぢなるお ラブレターズ | お笑い研究部「篠宮が東京03みたいになりたいを考える」                               | 前後編                                                                                              |
| 175      | 3月17日  | オジンオズボーン篠宮 ジグザグジギー にゃんこスター わらふぢなるお ラブレターズ | お笑い研究部「篠宮が東京03みたいになりたいを考える」                               | 前後編                                                                                              |
| 176      | 3月24日  | 中田敦彦 | 『しくじり偉人伝』カール・マルクス編（2016.05.02）                                 | |
| 177＊    | 3月31日  | アタック西本（ジェラードン） 尾形貴弘（パンサー） きょん（コットン） みちお（トム・ブラウン） 和田まんじゅう（ネルソンズ） | お笑い研究部 最強ブリーフ芸人決定戦「PAN☆ICHI 2023」                               | 前後編                                                                                              |
| 177      | 4月7日   | アタック西本（ジェラードン） 尾形貴弘（パンサー） きょん（コットン） みちお（トム・ブラウン） 和田まんじゅう（ネルソンズ） | お笑い研究部 最強ブリーフ芸人決定戦「PAN☆ICHI 2023」                               | 前後編                                                                                              |
| 178      | 4月14日  | 囲碁将棋 | お笑い研究部「囲碁将棋の今後を考える」                                             | 前後編                                                                                              |
| 179      | 4月21日  | 囲碁将棋 | お笑い研究部「囲碁将棋の今後を考える」                                             | 前後編                                                                                              |
| 180＊    | 4月28日  | 竹原慎二 | 50歳過ぎてもケンカを売られ続けてバリしんどい先生                                   | 前後編                                                                                              |
| 181      | 5月5日   | 竹原慎二 | 50歳過ぎてもケンカを売られ続けてバリしんどい先生                                   | 前後編                                                                                              |
| 182      | 5月12日  | 大倉士門 庄司智春（品川庄司） | お笑い研究部「妻が爆売れしているを考える」                                         | 前後編                                                                                              |
| 183      | 5月19日  | 大倉士門 庄司智春（品川庄司） | お笑い研究部「妻が爆売れしているを考える」                                         | 前後編                                                                                              |
| 184＊    | 5月26日  | 大倉士門 | みちょぱがいなかったら終わっていた先生                                             | 前回の授業の続編。 ゲストも前回の授業と同じ出演者。                                                 |
| 185      | 6月2日   | ウエストランド | お笑い研究部「しくじり学園出身ウエストランドがM-1優勝報告に来たを考える」          | |
| 186      | 6月9日   | いち・もく・さん オタサーのヒメ お抹茶（トンツカタン） お見送り芸人しんいち 怪奇!YesどんぐりRPG かぎしっぽ かみちぃ（ジェラードン） ぐりんぴーす 新作のハーモニカ にゃんこスター 5GAP まりんか ミスター大冒険。 村上健志（フルーツポンチ） 守谷日和 ワラバランス | お笑い研究部「結婚式の余興で売れるを考える」                                       | 3部作                                                                                               |
| 187      | 6月16日  | いち・もく・さん オタサーのヒメ お抹茶（トンツカタン） お見送り芸人しんいち 怪奇!YesどんぐりRPG かぎしっぽ かみちぃ（ジェラードン） ぐりんぴーす 新作のハーモニカ にゃんこスター 5GAP まりんか ミスター大冒険。 村上健志（フルーツポンチ） 守谷日和 ワラバランス | お笑い研究部「結婚式の余興で売れるを考える」                                       | 3部作                                                                                               |
| 188      | 6月23日  | いち・もく・さん オタサーのヒメ お抹茶（トンツカタン） お見送り芸人しんいち 怪奇!YesどんぐりRPG かぎしっぽ かみちぃ（ジェラードン） ぐりんぴーす 新作のハーモニカ にゃんこスター 5GAP まりんか ミスター大冒険。 村上健志（フルーツポンチ） 守谷日和 ワラバランス | お笑い研究部「結婚式の余興で売れるを考える」                                       | 3部作                                                                                               |
| 189＊    | 6月30日  | AK-69 | 勘違いの格好つけで親に迷惑をかけまくった先生                                       | 前後編                                                                                              |
| 190＊    | 7月7日   | AK-69 | 勘違いの格好つけで親に迷惑をかけまくった先生                                       | 前後編                                                                                              |
| 191      | 7月14日  | マシンガンズ | 劇場や家庭で居場所がなくなって老害扱いされちゃった先生                             | 前後編                                                                                              |
| 192      | 7月21日  | マシンガンズ | 劇場や家庭で居場所がなくなって老害扱いされちゃった先生                             | 前後編                                                                                              |
| 193＊    | 7月28日  | 槙原寛己 | 数々の輝かしい実績の裏でやらかしまくっていたMr.パーフェクトしくじり先生            | 前後編                                                                                              |
| 194      | 8月4日   | 槙原寛己 | 数々の輝かしい実績の裏でやらかしまくっていたMr.パーフェクトしくじり先生            | 前後編                                                                                              |
| 195      | 8月11日  | 白根尚貴 | 甲子園がピークになっちゃった先生                                                   | 前後編                                                                                              |
| 196      | 8月18日  | 白根尚貴 | 甲子園がピークになっちゃった先生                                                   | 前後編                                                                                              |
| 197＊    | 9月1日   | 井上梨名（櫻坂46） 大園玲（櫻坂46） 武元唯衣（櫻坂46） 山﨑天（櫻坂46） | お笑い研究部「櫻坂46がラジオでスターになるには？を考える」                         | 前後編                                                                                              |
| 198      | 9月8日   | 井上梨名（櫻坂46） 大園玲（櫻坂46） 武元唯衣（櫻坂46） 山﨑天（櫻坂46） | お笑い研究部「櫻坂46がラジオでスターになるには？を考える」                         | 前後編                                                                                              |
| 特別編＊ | 9月8日   | 田中卓志（アンガールズ） | プライドで女性への憎悪の塊となった先生                                             | 23:15 - 24:15に放送。                                                                               |
| 199      | 9月15日  | 豊嶋悠輔 | 迷惑動画で周囲に大迷惑をかけちゃった先生                                           | |
| 200      | 9月22日  | さらば青春の光 | 事務所を勝手に辞めて業界から“さらば”しかけてる先生（2016.09.23）                   | 地上波未公開を含めて再編集されて放送。                                                              |
| 201＊    | 9月29日  | 兒玉遥 | 過剰な反省で自分を追い込みすぎた先生                                               | 前後編                                                                                              |
| 202      | 10月6日  | 兒玉遥 | 過剰な反省で自分を追い込みすぎた先生                                               | 前後編                                                                                              |
| 203      | 10月13日 | ロッチ | ロッチ持ち込み企画「禁断のしくじり芸人“我が家”」特別授業                           | 3部作                                                                                               |
| 204      | 10月20日 | ロッチ | ロッチ持ち込み企画「禁断のしくじり芸人“我が家”」特別授業                           | 3部作                                                                                               |
| 205＊    | 10月27日 | ロッチ | ロッチ持ち込み企画「禁断のしくじり芸人“我が家”」特別授業                           | 3部作                                                                                               |
| 206      | 11月3日  | タイムマシーン3号 | 客に媚びすぎて芸人から嫌われちゃった先生                                           | しくじり先生DVDの3巻同時購入者だけに配布された特典DVDに収録された特別授業のディレクターズカット版。 |
| 207      | 11月10日 | ゾフィー | お笑い研究部「ゾフィー上田・サイトウのコレカラを考える」                           | |
| 208      | 11月17日 | 超新塾 | 後先考えずに何でもノリでやった結果ロックキャラは、もうNOサンキュー先生             | 前後編                                                                                              |
| 209      | 11月24日 | 超新塾 | 後先考えずに何でもノリでやった結果ロックキャラは、もうNOサンキュー先生             | 前後編                                                                                              |
| 210＊    | 12月1日  | はるな愛 | 彼氏が詐欺師だった先生                                                             | 前後編                                                                                              |
| 211      | 12月8日  | はるな愛 | 彼氏が詐欺師だった先生                                                             | 前後編                                                                                              |
| 212      | 12月15日 | クロコップ サスペンダーズ ザ・ギース Gパンパンダ ビスケットブラザーズ | お笑い研究部「キングオブう大2023」                                                 | 前後編                                                                                              |
| 213＊    | 12月22日 | クロコップ サスペンダーズ ザ・ギース Gパンパンダ ビスケットブラザーズ | お笑い研究部「キングオブう大2023」                                                 | 前後編                                                                                              |
| 214      | 12月29日 | 若林正恭 | しくじり先生10周年記念特別企画「しくじり先生お疲れ様会」                           | |
| 特別編＊ | 12月30日 | 狩野英孝 | 狩野英孝先生「パチスロ史上最大のしくじり事件を起こしたパチスロメーカー『サミー』」 | 23:40 - 24:40に放送。                                                                               |

| 215      | 1月12日   | 春日俊彰                                                                                      | 春日俊彰先生「AV業界大手『ソフト・オン・デマンド』のしくじり授業」                                                                 | 前後編                              |
| 216      | 1月19日   | 春日俊彰                                                                                      | 春日俊彰先生「AV業界大手『ソフト・オン・デマンド』のしくじり授業」                                                                 | 前後編                              |
| 217＊    | 1月26日   | コットン                                                                                      | お笑い研究部「ブレイクしたはずのコットンが実は悩んでいるを考える」                                                                 | 前後編                              |
| 218      | 2月2日    | コットン                                                                                      | お笑い研究部「ブレイクしたはずのコットンが実は悩んでいるを考える」                                                                 | 前後編                              |
| 219      | 2月9日    | アイドル鳥越 秋山シュン イチキップリン 片倉ブリザード ゴスケ 最強せつこ 承子クラーケン        | お笑い研究部「ネクスト“ハリウッドザコシショウ”になれる可能性があーる1グランプリ」                                                  | 前後編                              |
| 220      | 2月16日   | アイドル鳥越 秋山シュン イチキップリン 片倉ブリザード ゴスケ 最強せつこ 承子クラーケン        | お笑い研究部「ネクスト“ハリウッドザコシショウ”になれる可能性があーる1グランプリ」                                                  | 前後編                              |
| 221      | 2月25日   | アキラ100% 安部紀克（納言） アンゴラ村長（にゃんこスター） ゴー☆ジャス ハリウッドザコシショウ | お笑い研究部「相方が急にお休みになっちゃった時を考える」（2020.09.15,2020.09.22)                                                   | 再編集版                            |
| 222＊    | 3月1日    | 伊集院光 木村清                                                                               | 伊集院光先生&すしざんまい木村社長「すしざんまいの“特上しくじり” 伝統や常識が強い業界で新たな挑戦をした時にしくじらないための授業」 |                                     |
| 223      | 3月8日    | 勝丸円覚                                                                                      | 勝丸円覚先生「スパイから狙われて人生崩壊させないための授業」                                                                       | 前後編                              |
| 224      | 3月15日   | 勝丸円覚                                                                                      | 勝丸円覚先生「スパイから狙われて人生崩壊させないための授業」                                                                       | 前後編                              |
| 225      | 3月22日   | あぁ〜しらき イチキップリン きつね 超新塾 トム・ブラウン                                      | お笑い研究部「芸人闇鍋パーティー」                                                                                                 | 前後編                              |
| 226＊    | 3月29日   | あぁ〜しらき イチキップリン きつね 超新塾 トム・ブラウン                                      | お笑い研究部「芸人闇鍋パーティー」                                                                                                 | 前後編                              |
| 227      | 4月5日    | 鬼越トマホーク                                                                                | お笑い研究部「2024年 お笑い界が抱える2大問題を考える」                                                                             | 前後編                              |
| 228      | 4月12日   | 鬼越トマホーク                                                                                | お笑い研究部「2024年 お笑い界が抱える2大問題を考える」                                                                             | 前後編                              |
| 229      | 4月19日   | 元木大介                                                                                      | 王道から外れちゃった先生（2014.11.21）                                                                                             | ディレクターズカット版              |
| 230      | 4月26日＊ | 元木大介                                                                                      | お笑い研究部「元読売巨人軍ヘッドコーチ元木大介の今後のバラエティ出演を考える」                                                     |                                     |
| 231      | 5月3日    | 元木大介                                                                                      | ラーメン店を立て続けに潰しちゃった先生（2015.09.14放送）                                                                           | ディレクターズカット版              |
| 232      | 5月10日   | トンツカタン                                                                                  | お笑い研究部「トンツカタンの新たな問題を考える!」                                                                                  | 前後編                              |
| 233      | 5月17日   | トンツカタン                                                                                  | お笑い研究部「トンツカタンの新たな問題を考える!」                                                                                  | 前後編                              |
| 234      | 5月24日   | 狩野英孝                                                                                      | 狩野英孝先生「日本ネット史上最大のしくじり“Winny事件”」                                                                            | 前後編                              |
| 235＊    | 5月31日   | 狩野英孝                                                                                      | 狩野英孝先生「日本ネット史上最大のしくじり“Winny事件”」                                                                            | 前後編                              |
| 236      | 6月7日    | 三上悠亜                                                                                      | アイドル界の問題児・しくじり流出しまくり先生                                                                                       | 前後編                              |
| 237      | 6月14日   | 三上悠亜                                                                                      | アイドル界の問題児・しくじり流出しまくり先生                                                                                       | 前後編                              |
| 238      | 6月21日   | カズレーザー                                                                                  | カズレーザー先生 特別授業「ガセネタに惑わされないための授業」（2020.10.20）                                                        | ディレクターズカット版              |
| 239＊    | 6月28日   | 河田陽菜（日向坂46） 佐々木美玲（日向坂46） 松田好花（日向坂46） 山下葉留花（日向坂46）       | お笑い研究部「日向坂46がラジオスターになるには?を考える」                                                                          | 前後編                              |
| 240      | 7月5日    | 河田陽菜（日向坂46） 佐々木美玲（日向坂46） 松田好花（日向坂46） 山下葉留花（日向坂46）       | お笑い研究部「日向坂46がラジオスターになるには?を考える」                                                                          | 前後編                              |
| 241      | 7月12日   | 井上梨名（櫻坂46） 大園玲（櫻坂46） 武元唯衣（櫻坂46） 山﨑天（櫻坂46）                       | お笑い研究部「櫻坂46がもっとバラエティで爪あとを残すには?を考える」                                                                | 前後編                              |
| 242      | 7月19日   | 井上梨名（櫻坂46） 大園玲（櫻坂46） 武元唯衣（櫻坂46） 山﨑天（櫻坂46）                       | お笑い研究部「櫻坂46がもっとバラエティで爪あとを残すには?を考える」                                                                | 前後編                              |
| 243＊    | 7月26日   | カズレーザー                                                                                  | カズレーザー先生「1977年ニューヨーク大停電」                                                                                       | 前後編                              |
| 244      | 8月2日    | カズレーザー                                                                                  | カズレーザー先生「1977年ニューヨーク大停電」                                                                                       | 前後編                              |
| 245      | 8月9日    | 内田眞由美                                                                                    | 内田眞由美先生「新たなチャレンジでしくじらないための授業」                                                                         | 前後編                              |
| 246      | 8月16日   | 内田眞由美                                                                                    | 内田眞由美先生「新たなチャレンジでしくじらないための授業」                                                                         | 前後編                              |
| 247      | 8月23日   | 加藤綾菜                                                                                      | 全然結婚を認めてもらえなかった先生（2019.11.19）                                                                                   | ディレクターズカット版              |
| 248      | 8月30日＊ | 令和ロマン                                                                                    | お笑い研究部「令和ロマン「テレビ出ない発言真相激白SP」」                                                                           | 前後編                              |
| 249      | 9月6日    | 令和ロマン                                                                                    | お笑い研究部「令和ロマン「テレビ出ない発言真相激白SP」」                                                                           | 前後編                              |
| 250      | 9月13日   | きしたかの                                                                                    | お笑い研究部「きしたかの 高野はもうわかった!岸を考える」                                                                           |                                     |
| 251      | 9月20日   | 永野                                                                                          | 自信がなくて変人ぶっちゃった先生（2020.07.14）                                                                                     | ディレクターズカット版              |
| 特別編＊ | 9月20日   | 黒柳徹子                                                                                      | 実はしくじり連発で瀬戸際に追い込まれていた“瀬戸際のトットちゃん先生”                                                               | 23:15 - 24:15に放送。               |
| 252＊    | 9月27日   | カズレーザー                                                                                  | カズレーザー先生「史上最悪 地獄の夏フェス“ファイア・フェスティバル”」                                                              | 前後編                              |
| 253      | 10月4日   | カズレーザー                                                                                  | カズレーザー先生「史上最悪 地獄の夏フェス“ファイア・フェスティバル”」                                                              | 前後編                              |
| 254      | 10月11日  | 横川尚隆                                                                                      | 横川尚隆先生「筋トレに沼りすぎて地獄を見ないための授業」                                                                           | 前後編                              |
| 255      | 10月18日  | 横川尚隆                                                                                      | 横川尚隆先生「筋トレに沼りすぎて地獄を見ないための授業」                                                                           | 前後編                              |
| 256＊    | 10月25日  | マック鈴木                                                                                    | 16歳で国外追放されちゃったしくじリーガー先生                                                                                       | 前後編                              |
| 257      | 11月1日   | マック鈴木                                                                                    | 16歳で国外追放されちゃったしくじリーガー先生                                                                                       | 前後編                              |
| 258      | 11月8日   | ウエスP スピーディーハンター チェリー吉武 5GAP 歩子                                           | お笑い研究部「Shikujiri’s Nokkari Talent」                                                                                         | 前後編                              |
| 259      | 11月15日  | ウエスP スピーディーハンター チェリー吉武 5GAP 歩子                                           | お笑い研究部「Shikujiri’s Nokkari Talent」                                                                                         | 前後編                              |
| 260      | 11月22日  | 西野未姫                                                                                      | 元アイドル、今ヨゴレ先生（2019.4.9）                                                                                               | ディレクターズカット版              |
| 261＊    | 11月29日  | 春日俊彰                                                                                      | 春日俊彰先生「カシオ『G-SHOCK』の知られざるしくじり授業」                                                                          | 前後編                              |
| 262      | 12月6日   | 春日俊彰                                                                                      | 春日俊彰先生「カシオ『G-SHOCK』の知られざるしくじり授業」                                                                          | 前後編                              |
| 263      | 12月13日  | 金の国 さや香 しずる ダウ90000 わらふぢなるお                                                 | お笑い研究部「キングオブう大2024」                                                                                                 | 前後編                              |
| 264      | 12月20日  | 金の国 さや香 しずる ダウ90000 わらふぢなるお                                                 | お笑い研究部「キングオブう大2024」                                                                                                 | 前後編                              |
| 265      | 12月27日  | ラパルフェ                                                                                    | お笑い研究部「モノマネできるのはもうわかった!ラパルフェの今後を考える」                                                            |                                     |
| 特別編＊ | 12月30日  | 加護亜依                                                                                      | 2度の未成年喫煙報道で大転落しちゃった先生                                                                                          | 年末1時間SP。 23:40 - 24:40に放送。 |

| 266   | 1月3日    | コロコロチキチキペッパーズ      | ゲスキャラという不本意な形で番組に呼ばれているナダル先生 番組に呼ばれるのはナダルだけで、名前すら覚えられていない西野先生（2020.11.03,2020.11.10） | ディレクターズカット版 |
| 267   | 1月10日   | コロコロチキチキペッパーズ      | お笑い研究部「コロコロチキチキペッパーズ “真逆の考えを持つ芸人の新たな方向性を考える”」                                                            | 前後編                 |
| 268   | 1月17日   | コロコロチキチキペッパーズ      | お笑い研究部「コロコロチキチキペッパーズ “真逆の考えを持つ芸人の新たな方向性を考える”」                                                            | 前後編                 |
| 269   | 1月24日   | 若林正恭                        | 42歳のおじさんが高校生気分でバスケでケガをして各所に大迷惑をかけちゃった先生（2021.06.08,2021.06.15）                                              | ディレクターズカット版 |
| 270   | 1月31日＊ | でか美ちゃん                    | でか美ちゃん先生「ヒモ男にハマって恋愛にしくじらないための授業」                                                                                   | 前後編                 |
| 271   | 2月7日    | でか美ちゃん                    | でか美ちゃん先生「ヒモ男にハマって恋愛にしくじらないための授業」                                                                                   | 前後編                 |
| 272   | 2月14日   | あらぽん                        | みやぞんの隣にいて調子こいてたら解散して94連休になっちゃったコバンザメ先生                                                                         | 前後編                 |
| 273   | 2月21日   | あらぽん                        | みやぞんの隣にいて調子こいてたら解散して94連休になっちゃったコバンザメ先生                                                                         | 前後編                 |
| 274＊ | 2月28日   | ママタルト                      | やっとの思いでM-1決勝にでたのにかかりすぎて記憶を失っちゃった最下位先生                                                                            | 前後編                 |
| 275   | 3月7日    | ママタルト                      | やっとの思いでM-1決勝にでたのにかかりすぎて記憶を失っちゃった最下位先生                                                                            | 前後編                 |
| 276   | 3月14日   | 浜田ブリトニー                  | でか美ちゃん先生「ヒモ男にハマって恋愛にしくじらないための授業」                                                                                   | 前後編                 |
| 277   | 3月21日   | 浜田ブリトニー                  | でか美ちゃん先生「ヒモ男にハマって恋愛にしくじらないための授業」                                                                                   | 前後編                 |
| 278＊ | 3月28日   | カズレーザー                    | カズレーザー先生のしくじり授業!「アポロ13号」 | 前後編                 |
| 279   | 4月4日    | カズレーザー                    | カズレーザー先生のしくじり授業!「アポロ13号」 | 前後編                 |
| 280   | 4月11日   | 石田純一                        | 石田純一先生「スキャンダル多発の中、芸能人は令和にどう生きていくのか？の授業」                                                                     | 前後編                 |
| 281   | 4月18日   | 石田純一                        | 石田純一先生「スキャンダル多発の中、芸能人は令和にどう生きていくのか？の授業」                                                                     | 前後編                 |
| 282   | 4月25日＊ | 前田日明 サポート先生：勝俣州和 | 前田日明先生「伝説の格闘王がやり過ぎしくじり大懺悔スペシャル！」                                                                                   | 前後編                 |
| 283   | 5月2日    | 前田日明 サポート先生：勝俣州和 | 前田日明先生「伝説の格闘王がやり過ぎしくじり大懺悔スペシャル！」                                                                                   | 前後編                 |
| 284   | 5月9日    | 津田篤宏（ダイアン）            | 反省の仕方がわからず逆切れした先生（2020.04.06）                                                                                                   | ディレクターズカット版 |
| 285   | 5月16日   | バッテリィズ                    | お笑い研究部 バッテリィズ「エースがアホすぎて東京でしくじりそうを考える」                                                                          | 前後編                 |
| 286   | 5月23日   | バッテリィズ                    | お笑い研究部 バッテリィズ「エースがアホすぎて東京でしくじりそうを考える」                                                                          | 前後編                 |
| 287   | 5月30日＊ | 狩野英孝                        | 狩野英孝先生「エッフェル塔を2度売った伝説の天才詐欺師ルースティヒ」                                                                                | 前後編                 |
| 288   | 6月6日    | 狩野英孝                        | 狩野英孝先生「エッフェル塔を2度売った伝説の天才詐欺師ルースティヒ」                                                                                | 前後編                 |
| 289   | 6月13日   | 吉村崇                          | お笑い研究部「結婚した吉村崇の“ニュー破天荒”を考える」                                                                                             | 前後編                 |
| 290   | 6月20日   | 吉村崇                          | お笑い研究部「結婚した吉村崇の“ニュー破天荒”を考える」                                                                                             | 前後編                 |
| 291   | 6月27日＊ | 鬼越トマホーク                  | お笑い研究部 鬼越トマホーク「2025年お笑い界が抱える問題を考える」                                                                                  | 前後編                 |
| 292   | 7月4日    | 鬼越トマホーク                  | お笑い研究部 鬼越トマホーク「2025年お笑い界が抱える問題を考える」                                                                                  | 前後編                 |
| 293   | 7月11日   | みなみかわ                      | みなみかわ先生「お金の魔力に踊らされた男のしくじりストーリー」                                                                                     | 前後編                 |
| 294   | 7月18日   | みなみかわ                      | みなみかわ先生「お金の魔力に踊らされた男のしくじりストーリー」                                                                                     | 前後編                 |
| 295   | 7月25日＊ | 岸谷蘭丸                        | 岸谷蘭丸先生「学生と支える親御さん必見!失敗から学ぶ合格術」                                                                                        | 前後編                 |
| 296   | 8月1日    | 岸谷蘭丸                        | 岸谷蘭丸先生「学生と支える親御さん必見!失敗から学ぶ合格術」                                                                                        | 前後編                 |
| 297   | 8月8日    | 蒼井そら                        | 絶大な人気の裏で撮影ボイコット&共演NG!!現役時代に人気になりすぎてしくじった先生                                                                    | 前後編                 |
| 298   | 8月15日   | 蒼井そら                        | 絶大な人気の裏で撮影ボイコット&共演NG!!現役時代に人気になりすぎてしくじった先生                                                                    | 前後編                 |

## しくじりアワード2015
2015年12月21日（この年の最終放送日）の3時間スペシャルにて実施された表彰企画。『しくじりアワード2015』と題して、1年間で最も心に残った授業を行った先生を表彰した。各部門ごとに、視聴者へのアンケートなどを基に受賞者を決定。ただし「中田敦彦大賞」のみ中田が選定（プレゼンターも兼務）する形式で、これのみ授業形式で進行された。
番組最後には「しくじり先生大賞」（番組史上最もしくじってしまった先生に贈られる不名誉な賞）の表彰が行われた。これは、「中田敦彦大賞」にてプレゼンターを務めた中田からサプライズで発表された。この賞を受賞した森永卓郎の授業は2015年8月に収録したものの、あまりの問題作ゆえにお蔵入りとなっていたため発表時点では未放送のままだったが、2016年1月1日夜に放送された特別編にてテレビ初放送と相成った。なお、エンディングにて放送決定を発表するとともに大ブーイングが起こる一幕があった。
各部門を受賞した先生方は以下の通り。
| 部門賞                                      | 受賞した先生 | 授業テーマ                                     | 放送日         |
| ------------------------------------------- | ------------ | ---------------------------------------------- | -------------- |
| しくじり先生大賞                            | 森永卓郎     | 経済アナリストなのに経営に失敗しちゃった先生   | 2016年1月1日   |
| しくじり名言大賞 〜思わず出た心の叫び部門〜 | 杉村太蔵     | 失言でしくじってしまった先生                   | 2015年1月10日  |
| ガラでもないこと やってくれた大賞           | 堀江貴文     | 世の中舐めすぎて逮捕されちゃった先生           | 2015年4月20日  |
| ガラでもないこと やってくれた大賞           | 浅田舞       | 妹が天才過ぎてグレちゃった先生                 | 2015年2月8日   |
| しくじり名言大賞 〜心に刺さった名言部門〜   | 堀江貴文     | 世の中舐めすぎて逮捕されちゃった先生           | 2015年4月20日  |
| 常識の枠を超えた ヤバイ奴大賞               | 波田陽区     | イタすぎて1人ぼっちになっちゃった先生          | 2015年11月30日 |
| メンタルが強くなった大賞                    | 武蔵         | 逃げ腰のファイトスタイルで批判されちゃった先生 | 2015年10月12日 |
| 中田敦彦大賞                                | 辺見マリ     | 洗脳されて5億円を失っちゃった先生              | 2015年9月14日  |

## ネット局と放送時間

### レギュラー放送（金曜未明時代）
| 放送対象地域 | 放送局                       | 系列                                         | 放送日時                                                            | 放送期間                      | ネット状況 |
| ------------ | ---------------------------- | -------------------------------------------- | ------------------------------------------------------------------- | ----------------------------- | ---------- |
| 関東広域圏   | テレビ朝日（EX）             | テレビ朝日系列                               | 金曜 0:15 - 0:45（木曜深夜）                                        | 2014年10月3日 - 2015年3月27日 | 制作局     |
| 秋田県       | 秋田朝日放送（AAB）          | テレビ朝日系列                               | 金曜 0:15 - 0:45（木曜深夜）                                        | 2014年10月3日 - 2015年3月27日 | 同時ネット |
| 山形県       | 山形テレビ（YTS）            | テレビ朝日系列                               | 金曜 0:15 - 0:45（木曜深夜）                                        | 2014年10月3日 - 2015年3月27日 | 同時ネット |
| 長野県       | 長野朝日放送（abn）          | テレビ朝日系列                               | 金曜 0:15 - 0:45（木曜深夜）                                        | 2014年10月3日 - 2015年3月27日 | 同時ネット |
| 沖縄県       | 琉球朝日放送（QAB）          | テレビ朝日系列                               | 金曜 0:15 - 0:45（木曜深夜）                                        | 2014年10月3日 - 2015年3月27日 | 同時ネット |
| 中京広域圏   | 名古屋テレビ（メ〜テレ/NBN） | テレビ朝日系列                               | 金曜 0:15 - 0:45（木曜深夜）                                        | 2014年10月3日 - 2015年3月27日 | 遅れネット |
| 宮城県       | 東日本放送（KHB）            | テレビ朝日系列                               | 火曜 0:20 - 0:50（月曜深夜）                                        | 2014年10月14日 - 不明         | 遅れネット |
| 石川県       | 北陸朝日放送（HAB）          | テレビ朝日系列                               | 火曜 1:50 - 2:20（月曜深夜）                                        | 2014年10月14日 - 不明         | 遅れネット |
| 山口県       | 山口朝日放送（yab）          | テレビ朝日系列                               | 火曜 0:15 - 0:45（月曜深夜）                                        | 2014年10月14日 - 不明         | 遅れネット |
| 大分県       | 大分朝日放送（OAB）          | テレビ朝日系列                               | 火曜 1:15 - 1:45（月曜深夜）                                        | 2014年10月14日 - 不明         | 遅れネット |
| 福岡県       | 九州朝日放送（KBC）          | テレビ朝日系列                               | 木曜 1:20 - 1:50（水曜深夜）                                        | 2014年10月16日 - 不明         | 遅れネット |
| 岩手県       | 岩手朝日テレビ（IAT）        | テレビ朝日系列                               | 金曜 0:40 - 1:10（木曜深夜）                                        | 2014年10月17日 - 不明         | 遅れネット |
| 福島県       | 福島放送（KFB）              | テレビ朝日系列                               | 火曜 0:20 - 0:50（月曜深夜）                                        | 2014年10月21日 - 不明         | 遅れネット |
| 熊本県       | 熊本朝日放送（KAB）          | テレビ朝日系列                               | 火曜 1:45 - 2:15（月曜深夜）                                        | 2014年10月21日 - 不明         | 遅れネット |
| 広島県       | 広島ホームテレビ（HOME）     | テレビ朝日系列                               | 火曜 0:20 - 0:50（月曜深夜）                                        | 2014年11月17日 - 不明         | 遅れネット |
| 鹿児島県     | 鹿児島放送（KKB）            | テレビ朝日系列                               | 火曜 1:45 - 2:15（月曜深夜） → 2月10日から2本放送・火曜 1:15 - 2:15 | 2015年1月19日 - 不明          | 遅れネット |
| 宮崎県       | テレビ宮崎（UMK）            | フジテレビ系列 日本テレビ系列 テレビ朝日系列 | 不定期放送                                                          | 2015年4月4日 - 不明           | 遅れネット |
| 長崎県       | 長崎文化放送(ncc)            | テレビ朝日系列                               | 日曜 0:45 - 1:15（土曜深夜） → 土曜、日曜に時間不定で2本放送        | 2014年10月12日 - 不明         | 遅れネット |
| 日本全国     | テレ朝チャンネル1            | CS放送                                       | 土曜 22:00 - 22:30                                                  | 2014年11月7日 - 不明          | 遅れネット |

- 2015年2月15日の日曜エンタ枠特番は、テレビ朝日系列フルネット全局で同時ネットにて放送。
- 長崎文化放送は、日曜 0:45 - 1:15（土曜深夜）に2014年10月12日から12月まで放送しネット中止したが2015年2月21日に放送再開した。
- 愛媛朝日テレビは、当局でレギュラー放送している番組が休止した時などに穴埋めで数回放送。昼に放送された特番も遅れ放送した。
- 朝日放送では、ゴールデン前日SPと第13回のみ放送した。
- 2015年12月19日（土曜）12:00 - 18:00にテレ朝チャンネル1にて『しくじり先生 俺みたいになるな!!深夜時代6時間一挙放送』と銘打ち、深夜時代の傑作選を約6時間にわたって一挙放送した[92]。

### レギュラー放送（月曜ゴールデンタイム時代）
テレビ放送
| 放送対象地域  | 放送局                       | 系列                                         | 放送日時           | 放送期間                      | ネット状況 |
| ------------- | ---------------------------- | -------------------------------------------- | ------------------ | ----------------------------- | ---------- |
| 関東広域圏    | テレビ朝日(EX)               | テレビ朝日系列                               | 月曜 20:00 - 20:54 | 2015年4月20日 - 2017年3月13日 | 制作局     |
| 北海道        | 北海道テレビ（HTB）          | テレビ朝日系列                               | 月曜 20:00 - 20:54 | 2015年4月20日 - 2017年3月13日 | 同時ネット |
| 青森県        | 青森朝日放送（ABA）          | テレビ朝日系列                               | 月曜 20:00 - 20:54 | 2015年4月20日 - 2017年3月13日 | 同時ネット |
| 岩手県        | 岩手朝日テレビ（IAT）        | テレビ朝日系列                               | 月曜 20:00 - 20:54 | 2015年4月20日 - 2017年3月13日 | 同時ネット |
| 宮城県        | 東日本放送（KHB）            | テレビ朝日系列                               | 月曜 20:00 - 20:54 | 2015年4月20日 - 2017年3月13日 | 同時ネット |
| 秋田県        | 秋田朝日放送（AAB）          | テレビ朝日系列                               | 月曜 20:00 - 20:54 | 2015年4月20日 - 2017年3月13日 | 同時ネット |
| 山形県        | 山形テレビ（YTS）            | テレビ朝日系列                               | 月曜 20:00 - 20:54 | 2015年4月20日 - 2017年3月13日 | 同時ネット |
| 福島県        | 福島放送（KFB）              | テレビ朝日系列                               | 月曜 20:00 - 20:54 | 2015年4月20日 - 2017年3月13日 | 同時ネット |
| 新潟県        | 新潟テレビ21（UX）           | テレビ朝日系列                               | 月曜 20:00 - 20:54 | 2015年4月20日 - 2017年3月13日 | 同時ネット |
| 長野県        | 長野朝日放送（abn）          | テレビ朝日系列                               | 月曜 20:00 - 20:54 | 2015年4月20日 - 2017年3月13日 | 同時ネット |
| 静岡県        | 静岡朝日テレビ（SATV）       | テレビ朝日系列                               | 月曜 20:00 - 20:54 | 2015年4月20日 - 2017年3月13日 | 同時ネット |
| 石川県        | 北陸朝日放送（HAB）          | テレビ朝日系列                               | 月曜 20:00 - 20:54 | 2015年4月20日 - 2017年3月13日 | 同時ネット |
| 中京広域圏    | 名古屋テレビ（メ〜テレ/NBN） | テレビ朝日系列                               | 月曜 20:00 - 20:54 | 2015年4月20日 - 2017年3月13日 | 同時ネット |
| 近畿広域圏    | 朝日放送（ABC）              | テレビ朝日系列                               | 月曜 20:00 - 20:54 | 2015年4月20日 - 2017年3月13日 | 同時ネット |
| 広島県        | 広島ホームテレビ（HOME）     | テレビ朝日系列                               | 月曜 20:00 - 20:54 | 2015年4月20日 - 2017年3月13日 | 同時ネット |
| 山口県        | 山口朝日放送（yab）          | テレビ朝日系列                               | 月曜 20:00 - 20:54 | 2015年4月20日 - 2017年3月13日 | 同時ネット |
| 岡山県 香川県 | 瀬戸内海放送（KSB）          | テレビ朝日系列                               | 月曜 20:00 - 20:54 | 2015年4月20日 - 2017年3月13日 | 同時ネット |
| 愛媛県        | 愛媛朝日テレビ（eat）        | テレビ朝日系列                               | 月曜 20:00 - 20:54 | 2015年4月20日 - 2017年3月13日 | 同時ネット |
| 福岡県        | 九州朝日放送（KBC）          | テレビ朝日系列                               | 月曜 20:00 - 20:54 | 2015年4月20日 - 2017年3月13日 | 同時ネット |
| 長崎県        | 長崎文化放送（ncc）          | テレビ朝日系列                               | 月曜 20:00 - 20:54 | 2015年4月20日 - 2017年3月13日 | 同時ネット |
| 熊本県        | 熊本朝日放送（KAB）          | テレビ朝日系列                               | 月曜 20:00 - 20:54 | 2015年4月20日 - 2017年3月13日 | 同時ネット |
| 大分県        | 大分朝日放送（OAB）          | テレビ朝日系列                               | 月曜 20:00 - 20:54 | 2015年4月20日 - 2017年3月13日 | 同時ネット |
| 鹿児島県      | 鹿児島放送（KKB）            | テレビ朝日系列                               | 月曜 20:00 - 20:54 | 2015年4月20日 - 2017年3月13日 | 同時ネット |
| 沖縄県        | 琉球朝日放送（QAB）          | テレビ朝日系列                               | 月曜 20:00 - 20:54 | 2015年4月20日 - 2017年3月13日 | 同時ネット |
| 宮崎県        | テレビ宮崎（UMK）            | フジテレビ系列 日本テレビ系列 テレビ朝日系列 | 土曜 14:00 - 15:00 | 2016年10月29日 - 不明         | 遅れネット |

- テレビ朝日など一部系列局のみ、19:54 - 20:00に『しくじり先生 予習の時間』を別途放送（ただし、実際には2回しか放送されなかった）。
- 19:00からのSP版を放送する場合は、月曜19時台がローカルセールス枠のため、20:00飛び乗りで放送することがあった[注 49]。
- 富山テレビ（フジテレビ系列）、 日本海テレビ（日本テレビ系列）ではスペシャル版を中心に不定期で放送していた。

ネット配信
- テレ朝キャッチアップ・TVer - テレビ朝日での放送終了後 - 次回放送日18:00（最新回のみ配信。なお、SP放送時は配信終了時刻を繰り上げ）

### レギュラー放送（日曜プライムタイム時代）
テレビ放送
| 放送対象地域  | 放送局                       | 系列                                         | 放送日時                     | 放送期間                | ネット状況 |
| ------------- | ---------------------------- | -------------------------------------------- | ---------------------------- | ----------------------- | ---------- |
| 関東広域圏    | テレビ朝日(EX)               | テレビ朝日系列                               | 日曜 21:58 - 23:05           | 2017年4月16日 - 9月24日 | 制作局     |
| 北海道        | 北海道テレビ（HTB）          | テレビ朝日系列                               | 日曜 21:58 - 23:05           | 2017年4月16日 - 9月24日 | 同時ネット |
| 青森県        | 青森朝日放送（ABA）          | テレビ朝日系列                               | 日曜 21:58 - 23:05           | 2017年4月16日 - 9月24日 | 同時ネット |
| 岩手県        | 岩手朝日テレビ（IAT）        | テレビ朝日系列                               | 日曜 21:58 - 23:05           | 2017年4月16日 - 9月24日 | 同時ネット |
| 宮城県        | 東日本放送（KHB）            | テレビ朝日系列                               | 日曜 21:58 - 23:05           | 2017年4月16日 - 9月24日 | 同時ネット |
| 秋田県        | 秋田朝日放送（AAB）          | テレビ朝日系列                               | 日曜 21:58 - 23:05           | 2017年4月16日 - 9月24日 | 同時ネット |
| 山形県        | 山形テレビ（YTS）            | テレビ朝日系列                               | 日曜 21:58 - 23:05           | 2017年4月16日 - 9月24日 | 同時ネット |
| 福島県        | 福島放送（KFB）              | テレビ朝日系列                               | 日曜 21:58 - 23:05           | 2017年4月16日 - 9月24日 | 同時ネット |
| 新潟県        | 新潟テレビ21（UX）           | テレビ朝日系列                               | 日曜 21:58 - 23:05           | 2017年4月16日 - 9月24日 | 同時ネット |
| 長野県        | 長野朝日放送（abn）          | テレビ朝日系列                               | 日曜 21:58 - 23:05           | 2017年4月16日 - 9月24日 | 同時ネット |
| 静岡県        | 静岡朝日テレビ（SATV）       | テレビ朝日系列                               | 日曜 21:58 - 23:05           | 2017年4月16日 - 9月24日 | 同時ネット |
| 石川県        | 北陸朝日放送（HAB）          | テレビ朝日系列                               | 日曜 21:58 - 23:05           | 2017年4月16日 - 9月24日 | 同時ネット |
| 中京広域圏    | 名古屋テレビ（メ〜テレ/NBN） | テレビ朝日系列                               | 日曜 21:58 - 23:05           | 2017年4月16日 - 9月24日 | 同時ネット |
| 近畿広域圏    | 朝日放送（ABC）              | テレビ朝日系列                               | 日曜 21:58 - 23:05           | 2017年4月16日 - 9月24日 | 同時ネット |
| 広島県        | 広島ホームテレビ（HOME）     | テレビ朝日系列                               | 日曜 21:58 - 23:05           | 2017年4月16日 - 9月24日 | 同時ネット |
| 山口県        | 山口朝日放送（yab）          | テレビ朝日系列                               | 日曜 21:58 - 23:05           | 2017年4月16日 - 9月24日 | 同時ネット |
| 岡山県 香川県 | 瀬戸内海放送（KSB）          | テレビ朝日系列                               | 日曜 21:58 - 23:05           | 2017年4月16日 - 9月24日 | 同時ネット |
| 愛媛県        | 愛媛朝日テレビ（eat）        | テレビ朝日系列                               | 日曜 21:58 - 23:05           | 2017年4月16日 - 9月24日 | 同時ネット |
| 福岡県        | 九州朝日放送（KBC）          | テレビ朝日系列                               | 日曜 21:58 - 23:05           | 2017年4月16日 - 9月24日 | 同時ネット |
| 長崎県        | 長崎文化放送（ncc）          | テレビ朝日系列                               | 日曜 21:58 - 23:05           | 2017年4月16日 - 9月24日 | 同時ネット |
| 熊本県        | 熊本朝日放送（KAB）          | テレビ朝日系列                               | 日曜 21:58 - 23:05           | 2017年4月16日 - 9月24日 | 同時ネット |
| 大分県        | 大分朝日放送（OAB）          | テレビ朝日系列                               | 日曜 21:58 - 23:05           | 2017年4月16日 - 9月24日 | 同時ネット |
| 鹿児島県      | 鹿児島放送（KKB）            | テレビ朝日系列                               | 日曜 21:58 - 23:05           | 2017年4月16日 - 9月24日 | 同時ネット |
| 沖縄県        | 琉球朝日放送（QAB）          | テレビ朝日系列                               | 日曜 21:58 - 23:05           | 2017年4月16日 - 9月24日 | 同時ネット |
| 宮崎県        | テレビ宮崎（UMK）            | フジテレビ系列 日本テレビ系列 テレビ朝日系列 | 水曜 0:54 - 2:04（火曜深夜） | 2017年5月3日 - 10月4日  | 遅れネット |

- テレビ朝日など一部系列局のみ、21:54 - 21:58に『しくじり先生 予習の時間』を別途放送（枠移動・縮小後初回は60分繰り上げ〈20:54 - 20:58〉、同第2回は24分繰り下げ〈22:18 - 22:22〉）。枠移動・縮小前とは異なり、基本的には毎週放送されたが、2017年6月4日終了。

ネット配信
- テレ朝キャッチアップ・TVer - テレビ朝日での放送終了後 - 次回放送日21:00（最新回のみ配信。なお、SP放送時は配信終了時刻を繰り上げ）

### レギュラー放送（火曜未明時代）
| 放送対象地域  | 放送局                       | 系列                                         | 放送日時                                                                                                  | 放送開始日                   | ネット状況 | 備考       |
| ------------- | ---------------------------- | -------------------------------------------- | --- | ---------------------------- | ---------- | ---------- |
| 関東広域圏    | テレビ朝日（EX）             | テレビ朝日系列                               | 火曜 0:20 - 0:50（月曜深夜）（開始 - 2019年9月） ↓ 火曜 0:15 - 0:45（月曜深夜）（2019年10月 - 2021年9月） | 2019年4月2日 - 2021年9月21日 | 【制作局】 | 【制作局】 |
| 青森県        | 青森朝日放送（ABA）          | テレビ朝日系列                               | 火曜 0:20 - 0:50（月曜深夜）（開始 - 2019年9月） ↓ 火曜 0:15 - 0:45（月曜深夜）（2019年10月 - 2021年9月） | 2019年4月2日 - 2021年9月21日 | 同時ネット |            |
| 岩手県        | 岩手朝日テレビ（IAT）        | テレビ朝日系列                               | 火曜 0:20 - 0:50（月曜深夜）（開始 - 2019年9月） ↓ 火曜 0:15 - 0:45（月曜深夜）（2019年10月 - 2021年9月） | 2019年4月2日 - 2021年9月21日 | 同時ネット |            |
| 秋田県        | 秋田朝日放送（AAB）          | テレビ朝日系列                               | 火曜 0:20 - 0:50（月曜深夜）（開始 - 2019年9月） ↓ 火曜 0:15 - 0:45（月曜深夜）（2019年10月 - 2021年9月） | 2019年4月2日 - 2021年9月21日 | 同時ネット |            |
| 山形県        | 山形テレビ（YTS）            | テレビ朝日系列                               | 火曜 0:20 - 0:50（月曜深夜）（開始 - 2019年9月） ↓ 火曜 0:15 - 0:45（月曜深夜）（2019年10月 - 2021年9月） | 2019年4月2日 - 2021年9月21日 | 同時ネット |            |
| 福島県        | 福島放送（KFB）              | テレビ朝日系列                               | 火曜 0:20 - 0:50（月曜深夜）（開始 - 2019年9月） ↓ 火曜 0:15 - 0:45（月曜深夜）（2019年10月 - 2021年9月） | 2019年4月2日 - 2021年9月21日 | 同時ネット |            |
| 新潟県        | 新潟テレビ21（UX）           | テレビ朝日系列                               | 火曜 0:20 - 0:50（月曜深夜）（開始 - 2019年9月） ↓ 火曜 0:15 - 0:45（月曜深夜）（2019年10月 - 2021年9月） | 2019年4月2日 - 2021年9月21日 | 同時ネット |            |
| 長野県        | 長野朝日放送（abn）          | テレビ朝日系列                               | 火曜 0:20 - 0:50（月曜深夜）（開始 - 2019年9月） ↓ 火曜 0:15 - 0:45（月曜深夜）（2019年10月 - 2021年9月） | 2019年4月2日 - 2021年9月21日 | 同時ネット |            |
| 山口県        | 山口朝日放送（yab）          | テレビ朝日系列                               | 火曜 0:20 - 0:50（月曜深夜）（開始 - 2019年9月） ↓ 火曜 0:15 - 0:45（月曜深夜）（2019年10月 - 2021年9月） | 2019年4月2日 - 2021年9月21日 | 同時ネット | [ 注 50 ]  |
| 福岡県        | 九州朝日放送（KBC）          | テレビ朝日系列                               | 火曜 0:20 - 0:50（月曜深夜）（開始 - 2019年9月） ↓ 火曜 0:15 - 0:45（月曜深夜）（2019年10月 - 2021年9月） | 2019年4月13日 - 不明         | 同時ネット | [ 注 51 ]  |
| 熊本県        | 熊本朝日放送（KAB）          | テレビ朝日系列                               | 火曜 0:20 - 0:50（月曜深夜）（開始 - 2019年9月） ↓ 火曜 0:15 - 0:45（月曜深夜）（2019年10月 - 2021年9月） | 2019年4月16日 - 不明         | 同時ネット | [ 注 52 ]  |
| 沖縄県        | 琉球朝日放送（QAB）          | テレビ朝日系列                               | 火曜 0:20 - 0:50（月曜深夜）（開始 - 2019年9月） ↓ 火曜 0:15 - 0:45（月曜深夜）（2019年10月 - 2021年9月） | 2019年4月2日 - 不明          | 同時ネット |            |
| 中京広域圏    | 名古屋テレビ（メ〜テレ/NBN） | テレビ朝日系列                               | 火曜 0:15 - 0:48（月曜深夜）                                                                              | 2019年4月2日 - 不明          | 遅れネット |            |
| 北海道        | 北海道テレビ（HTB）          | テレビ朝日系列                               | 土曜 16:00 - 16:30                                                                                        | 2019年4月2日 - 不明          | 遅れネット | [ 注 53 ]  |
| 静岡県        | 静岡朝日テレビ（SATV）       | テレビ朝日系列                               | 月曜 0:15 - 0:45（火曜深夜）                                                                              | 不明 - 不明                  | 遅れネット |            |
| 石川県        | 北陸朝日放送（HAB）          | テレビ朝日系列                               | 火曜 0:20 - 0:53（月曜深夜）                                                                              | 2019年4月18日 - 不明         | 遅れネット | [ 注 54 ]  |
| 岡山県 香川県 | 瀬戸内海放送（KSB）          | テレビ朝日系列                               | 火曜 0:20 - 0:50（月曜深夜）                                                                              | 2019年4月16日 - 不明         | 遅れネット |            |
| 愛媛県        | 愛媛朝日テレビ（eat）        | テレビ朝日系列                               | 月曜 1:25 - 1:55（火曜深夜）                                                                              | 2019年4月22日 - 不明         | 遅れネット |            |
| 大分県        | 大分朝日放送（OAB）          | テレビ朝日系列                               | 木曜 0:55 - 1:25（金曜深夜）                                                                              | 2019年4月18日 - 不明         | 遅れネット | [ 注 55 ]  |
| 鹿児島県      | 鹿児島放送（KKB）            | テレビ朝日系列                               | 金曜 0:50 - 1:20（木曜深夜）                                                                              | 2019年4月18日 - 不明         | 遅れネット | [ 注 55 ]  |
| 宮城県        | 東日本放送（KHB）            | テレビ朝日系列                               | 火曜 0:20 - 0:50（月曜深夜）                                                                              | 2020年4月14日 - 不明         | 遅れネット | [ 注 56 ]  |
| 広島県        | 広島ホームテレビ（HOME）     | テレビ朝日系列                               | 不定期放送                                                                                                | 不定期放送                   | 不定期放送 | [ 注 57 ]  |
| 宮崎県        | テレビ宮崎（UMK）            | フジテレビ系列 日本テレビ系列 テレビ朝日系列 | 不定期放送                                                                                                | 不定期放送                   | 不定期放送 | [ 注 58 ]  |

- 朝日放送テレビ（ABC TV、近畿広域圏）[注 59][注 60] では2020年3月27日から不定期で放送していた。
- 長崎文化放送[注 55]（ncc、長崎県）では2021年6月現在は不定期放送を含めても同時ネットまたは遅れネットでの放送実績がなかった。

ネット配信
- ABEMAビデオ - テレビ朝日での放送終了後1週間、最新放送回を無料配信。最新回以前の放送分はABEMAプレミアムで配信されるほか、不定期に過去回の無料配信も実施している。

## スタッフ

### 金曜未明時代
- TD：廣瀬義幸
- カメラ：後藤太郎
- 音声：加藤翠
- VE：青木和敬
- VTR：小松淳
- 照明：井場琢哉
- 美術：井磧伸介
- デザイン：加藤由紀子
- 美術進行：吉居真夏、三木晴加
- 大道具：大窪学
- 小道具：西原枝里
- 電飾：佐々木航
- CG・デザイン：山崎信
- メイク：川口カツラ店
- 編集：神宮寺暁
- MA：斉藤亮
- 音響効果：板井基至
- TK：吉条雅美
- リサーチ：志田顕悟、森祐介
- デスク：小林裕美子
- 宣伝：醍醐彩乃
- 編成：高橋正輝
- 美術協力：テレビ朝日クリエイト
- 技術協力：テイクシステムズ
- 制作協力：花組
- AP：渡部かおり、勝俣幸多
- ディレクター：北野貴章、北山友亮、八島崇行、宮本大輔、田村裕行、山本健矢
- プロデューサー：冨澤有人、乾弘明（花組）
- GP：畔柳吉彦
- 製作：テレビ朝日

### 月曜ゴールデンタイム時代
- 構成：樅野太紀、酒井義文、楠田信行、谷口マサヒト、ビル坂恵
- TM：福元昭彦
- TD：玉手康裕
- カメラ：斉藤紘志
- 音声：根岸史人、鈴木謙介、平井保、猪俣晃
- VE：青木和敬、東那美、山田由香、駒井譲、金岩信悟
- 照明：井場琢哉
- 美術：井磧伸介
- デザイン：加藤由紀子
- 美術進行：吉居真夏、山本和記
- 大道具：大窪学
- 小道具：鳴嶋篤史
- 電飾：服部勇太、町端航
- メイク：川口カツラ店
- CG・デザイン：山崎信
- イラスト：スズキユミコ
- 編集：神宮寺暁
- MA：斉藤亮
- 音響効果：板井基至
- TK：吉条雅美
- 編成：大沢解都、須藤なぎさ
- 宣伝：醍醐彩乃
- デスク：小林裕美子
- 美術協力：テレビ朝日クリエイト
- 技術協力：テイクシステムズ
- 制作協力：花組、FOOLEN LARGE
- 法律監修：刈谷龍太（グラディアトル法律事務所）
- リサーチ：アイヴリックスタジオ、Scope co.,ltd.
- AD：藤森達也、丸山耕弥、桐生拓典、神野泰輔、権亨悟、小川兼生、山岸悠太、山本瑞恵、蔵持登士江、初保奈保子、津田輝之、熊谷和也、臼井裕介、村川健太
- AP：渡部かおり、川島典子、勝俣幸多、正頭なおみ、西野絵梨香、竹内もも子
- ディレクター：北山友亮、八島崇行、宮本大輔、広瀬陽一、山本健矢、大野剛史、倉田敬之、甲斐将之、米山聡
- チーフディレクター：北野貴章
- プロデューサー：金井大介、梶山貴弘（梶山→2016年5月2日 - ）、乾弘明（花組）、高木大輔（FOOLEN LARGE）
- ゼネラルプロデューサー：畔柳吉彦
- 製作著作：テレビ朝日

### 日曜プライムタイム時代
- 構成：樅野太紀、酒井義文、楠田信行、谷口マサヒト、ビル坂恵、下川悟
- TM：福元昭彦
- TD：玉手康裕
- カメラ：斉藤紘志
- 音声：平井保
- VE：青木和敬
- 照明：井場琢哉
- 美術：井磧伸介
- デザイン：加藤由紀子
- 美術進行：吉居真夏、山本和記
- 大道具：大窪学
- 小道具：鳴嶋篤史
- 電飾：服部勇太
- メイク：川口カツラ店
- CG・デザイン：山崎信
- イラスト：スズキユミコ
- 編集：神宮寺曉
- MA：斉藤亮
- 音効：板井基至
- TK：吉条雅美
- 編成：大沢解都、須藤なぎさ
- 宣伝：醍醐彩乃
- デスク：小林裕美子
- 美術協力：テレビ朝日クリエイト
- 技術協力：テイクシステムズ、メディプレ
- 法律監修：刈谷龍太（グラディアトル法律事務所）
- 偉人監修：巽孝之（慶應義塾大学教授）、土田宏（城西国際大学教授）
- リサーチ：オフィス・トゥー・ワン、クロコ
- 制作協力：花組、FOOLEN LARGE
- AD：神野基輔、小川兼生、鳴海貴彰、村川健太、中峰梓、芳野良将
- AP：川島典子、勝俣幸多、正頭なおみ、竹内もも子、田中智子、島田典子
- ディレクター：北山友亮、山本健矢、八島崇行、宮本大輔、広瀬陽一、大野剛史、甲斐将之、米山聡、丸山耕弥、藤森達也
- 演出：北野貴章
- プロデューサー：金井大介、梶山貴弘、乾弘明、髙木大輔
- ゼネラルプロデューサー：畔柳吉彦
- 製作著作：テレビ朝日

### 火曜未明時代
- 構成：樅野太紀、酒井義文、楠田信行、谷口マサヒト、ビル坂恵、下川悟
- TM：福元昭彦
- TD/SW：玉手康裕
- カメラ：斉藤紘志
- 音声：平井保
- VE：橋口司
- 照明：井場琢哉
- 美術：井磧伸介
- デザイン：加藤由紀子
- 美術進行：吉居真夏、山本和記
- 大道具：大窪学
- 小道具：鳴嶋篤史
- 電飾：服部勇太
- メイク：川口カツラ店
- CG・デザイン：山崎信
- イラスト：スズキユミコ
- 編集：新井亮太
- MA：斉藤亮
- 音効：板井基至
- TK：吉条雅美
- エグゼクティブディレクター：畔柳吉彦（以前はゼネラルプロデューサー）
- 編成：田中真由子、芝高啓介
- 宣伝：樽井勝弘
- デスク：小林裕美子
- 美術協力：テレビ朝日クリエイト
- 技術協力：テイクシステムズ
- 制作協力：花組、UNITED PRODUCTIONS[注 61]
- AD：片野慎吾
- AP：本村千穂美、川島典子、正頭なおみ、竹内もも子、成田早紀
- ディレクター：北山友亮、八島崇行、宮本大輔、山本健矢、甲斐将之、金山将世、丸山耕弥
- プロデューサー：植岡耕一、乾弘明、髙木大輔
- 演出・プロデューサー：北野貴章
- ゼネラルプロデューサー：髙橋正輝（以前は編成→プロデューサー）
- 製作著作：テレビ朝日

### ネオバズ時代
- 構成：樅野太紀、酒井義文、楠田信行、谷口マサヒト、下川悟
- TM：後藤祐一郎
- TD/SW：玉手康裕
- カメラ：斉藤紘志
- 音声：大日方万梨亜
- VE：細谷公助
- 照明：井場琢哉
- 美術：森永牧子
- デザイン：加藤由紀子
- 美術進行：山本和記
- 大道具：森永伸一
- 小道具：中嶋誠宗
- 電飾：大辺華子
- メイク：川口カツラ店
- CG・デザイン・編集：山崎信
- イラスト：スズキユミコ
- MA：斉藤亮
- 音効：板井基至
- TK：吉条雅美
- エグゼクティブディレクター：畔柳吉彦
- 編成：宇喜多宏美、吉添智威
- 宣伝：樽井勝弘
- デスク：小林裕美子
- 美術協力：テレビ朝日クリエイト
- 技術協力：テイクシステムズ
- 制作協力：花組、UNITED PRODUCTIONS、ディーウォーカー
- AD：難波里帆、高沼真衣、飯島 龍信
- AP：本村ちほみ、川島典子、正頭なおみ、成田早紀
- ディレクター：北山友亮、八島崇行、宮本大輔、山本健矢、甲斐将之、金山将世
- プロデューサー：植岡耕一、井ノ口功基、乾弘明、髙木大輔、太田兼仁、勝木拓郎
- 演出・プロデューサー：北野貴章
- ゼネラルプロデューサー：髙橋正輝
- 制作：テレビ朝日ビジネスソリューション本部 コンテンツ編成局第1制作部
- 製作著作：テレビ朝日

#### 過去のスタッフ
- 構成：キンダイチ
- TM：福元昭彦
- 美術進行：三木晴加、高木宏昌、小笠原吾郎
- 編集：山野井太郎
- 編成：西岡佐知子
- 宣伝：醍醐彩乃、椿本晶子、吉原智美、佐々木智世
- ディレクター：庄司金之助、大村嘉範、田中義巳
- プロデューサー：冨澤有人、金井大介

## プレ番組
月曜20時台移行後、一部系列局で本番組直前の月曜 19:54 - 20:00 → 日曜 21:54 - 21:58に『しくじり先生 予習の時間』を放送。内容は番組本編のダイジェストのほか、「新入生徒」（新しい出演者）の紹介。
『クイズプレゼンバラエティー Qさま!!』の直前に放送されていた『Qさま??』の枠をそのまま引き継いだが、2017年6月4日をもって終了した。

## DVD／Blu-ray
- 各巻に「教科書」が付いた特別版も販売。

| しくじり先生 俺みたいになるな‼ 第1巻 - 第3巻（2015年10月7日発売・発売元：テレビ朝日 販売元：ワーナー・ブラザース・ホームエンターテイメント） | しくじり先生 俺みたいになるな‼ 第1巻 - 第3巻（2015年10月7日発売・発売元：テレビ朝日 販売元：ワーナー・ブラザース・ホームエンターテイメント） | しくじり先生 俺みたいになるな‼ 第1巻 - 第3巻（2015年10月7日発売・発売元：テレビ朝日 販売元：ワーナー・ブラザース・ホームエンターテイメント） |
| --- | --- | --- |
| 第1巻 | 収録授業：オリエンタルラジオ／ダレノガレ明美／獣神サンダー・ライガー                                                                         | |
| 第1巻 | 特典映像：特番時代のしくじり先生・パンクブーブー                                                                                             | |
| 第2巻 | 収録授業：藤崎マーケット／藤崎奈々子／ジャルジャル                                                                                           | |
| 第2巻 | 特典映像：特番時代のしくじり先生・池谷幸雄                                                                                                   | |
| 第3巻 | 収録授業：元木大介／渡辺直美／いとうあさこ                                                                                                   | |
| 第3巻 | 特典映像：特番時代のしくじり先生・大林素子／藤井リナ                                                                                         | |
| 初回プレス盤限定で全3巻を購入した人には、もれなく特典DVD（タイムマシーン3号先生の授業）がプレゼントされる。                                  | | |

| しくじり先生 俺みたいになるな‼ 第4巻 - 第6巻（2016年3月23日発売・発売元：テレビ朝日 販売元：ワーナー・ブラザース・ホームエンターテイメント） | しくじり先生 俺みたいになるな‼ 第4巻 - 第6巻（2016年3月23日発売・発売元：テレビ朝日 販売元：ワーナー・ブラザース・ホームエンターテイメント） | しくじり先生 俺みたいになるな‼ 第4巻 - 第6巻（2016年3月23日発売・発売元：テレビ朝日 販売元：ワーナー・ブラザース・ホームエンターテイメント） |
| --- | --- | --- |
| 第4巻 | 収録授業：鈴木拓／杉村太蔵／西川史子 | |
| 第4巻 | 特典映像：特番時代のしくじり先生・織田信成                                                                                                   | |
| 第5巻 | 収録授業：さとう珠緒／立川俊之／おかもとまり                                                                                                 | |
| 第5巻 | 特典映像：特番時代のしくじり先生・遠野なぎこ                                                                                                 | |
| 第6巻 | 収録授業：ダイアモンド✡ユカイ／フルーツポンチ／中田敦彦                                                                                      | |
| 第6巻 | 特典映像：特番時代のしくじり先生・麒麟 + 校内放送                                                                                            | |
| 初回プレス盤限定で全3巻を購入した人には、もれなく特典DVD（とろサーモン久保田先生の授業）がプレゼントされる。                                 | | |

| しくじり先生 俺みたいになるな‼ 第7巻 - 第9巻（2016年12月21日発売・発売元：テレビ朝日 販売元：ワーナー・ブラザース・ホームエンターテイメント） | しくじり先生 俺みたいになるな‼ 第7巻 - 第9巻（2016年12月21日発売・発売元：テレビ朝日 販売元：ワーナー・ブラザース・ホームエンターテイメント） | しくじり先生 俺みたいになるな‼ 第7巻 - 第9巻（2016年12月21日発売・発売元：テレビ朝日 販売元：ワーナー・ブラザース・ホームエンターテイメント） |
| --- | --- | --- |
| 第7巻 | 収録授業：堀江貴文／DaiGo／保田圭／カンニング竹山                                                                                             | |
| 第7巻 | 特典映像：夏休みの自由研究・星田晴久／職員会議・王道から外れちゃった先生たち                                                                  | |
| 第8巻 | 収録授業：新垣隆／IVAN／浅田舞／ヒロシ | |
| 第8巻 | 特典映像：夏休みの自由研究・大山眞人／職員会議・ビッグチャンスをつかんだのに進路でしくじった先生たち                                          | |
| 第9巻 | 収録授業：辺見マリ／Mr.マリック／小倉優子 | |
| 第9巻 | 特典映像：特番時代のしくじり先生・平間和弘／課外授業：草野昭治／才木浩子                                                                      | |

## イベント
テレビ朝日・六本木ヒルズ 夏祭り SUMMER STATION
- 「しくじり先生VR」
イベントで行われるアトラクションで、専用ヘッドセットを装着し、番組さながらにしくじり学園の教室での授業が体験できる。テレビ朝日本社1階アトリウムで実施。
  - 2016年「しくじり先生VR 伝説の授業をバーチャル体験」
    - 内山信二先生「史上最も暑い夏を乗り越えるための授業」
    - タイムマシーン3号先生「結婚して安定を求めすぎて向上心を失わないための授業」
    - 中田敦彦先生「『しくじり偉人伝』吉村崇編」

  - 2017年「NewマイティアCLアイスクラッシュ presents しくじり先生VR2.0 〜中田先生の授業をバーチャル体験!〜」
    - 中田敦彦先生「『しくじり動物図鑑』キングペンギン編」
- 番組コラボメニュー
テレビ朝日本社7階社員食堂の「マイナビ バラエティ食堂」にて、番組とコラボレーションした特別メニューが販売された。
  - 2017年
    - Mr.マリック先生の超魔術ラーメン（850円）
    - スーパースター新庄剛志先生出演記念 バリ風ナシゴレン（900円）
    - 立川俊之先生の食感ふわとろ、それが大事丼（500円）